# Lanciers rouges de la Garde impériale
Vous lisez un « article de qualité » labellisé en 2014.  Il fait partie d'un « bon thème ».
Pour les articles homonymes, voir 2e régiment.
Pour un article plus général, voir Cavalerie de la Garde impériale (Premier Empire).
Le 2e régiment de chevau-légers lanciers de la Garde impériale est un régiment de cavalerie légère de la Garde impériale créé le 13 septembre 1810 par décret de Napoléon Ier. Communément appelés les lanciers rouges ou les écrevisses du fait de leur uniforme à dominante rouge écarlate, ils forment quatre escadrons de Moyenne Garde issus du régiment de hussards de la Garde royale hollandaise. De 1810 à 1815, son commandant est le général Pierre-David de Colbert-Chabanais.
Les lanciers rouges connaissent leur baptême du feu lors de la campagne de Russie en 1812. Les affrontements qui les opposent aux cosaques et les conditions climatiques causent des pertes énormes au sein du régiment, qui perd dès lors son caractère purement hollandais pour faire place à des recrues françaises. Réorganisé en dix escadrons, cinq de Vieille Garde et cinq de Jeune Garde, les lanciers rouges sont présents lors de la campagne d'Allemagne où ils chargent à Reichenbach, Dresde et Hanau. En 1814, les lanciers de Moyenne Garde affrontent les armées coalisées durant la campagne de France tandis que les escadrons de Jeune Garde se battent en Belgique. Les « écrevisses » de Colbert combattent sur le sol français à La Rothière, Montmirail, Arcis-sur-Aube et Saint-Dizier.
Sous la Première Restauration, le régiment devient le « Corps royal des chevau-légers lanciers de France » et est ramené à quatre escadrons, avant de reprendre rang dans la Garde impériale pendant les Cent-Jours en 1815. Augmentés de l'escadron des lanciers polonais de l'île d'Elbe, les lanciers rouges participent à la campagne de Belgique et en particulier à la bataille de Waterloo, au cours de laquelle Colbert, le bras en écharpe, emmène ses cavaliers à la charge sur le plateau de Mont-Saint-Jean. Après la seconde abdication de Napoléon et le retour des Bourbons, le régiment est définitivement dissous le 30 août 1815.

## Organisation

### Départ pour Versailles

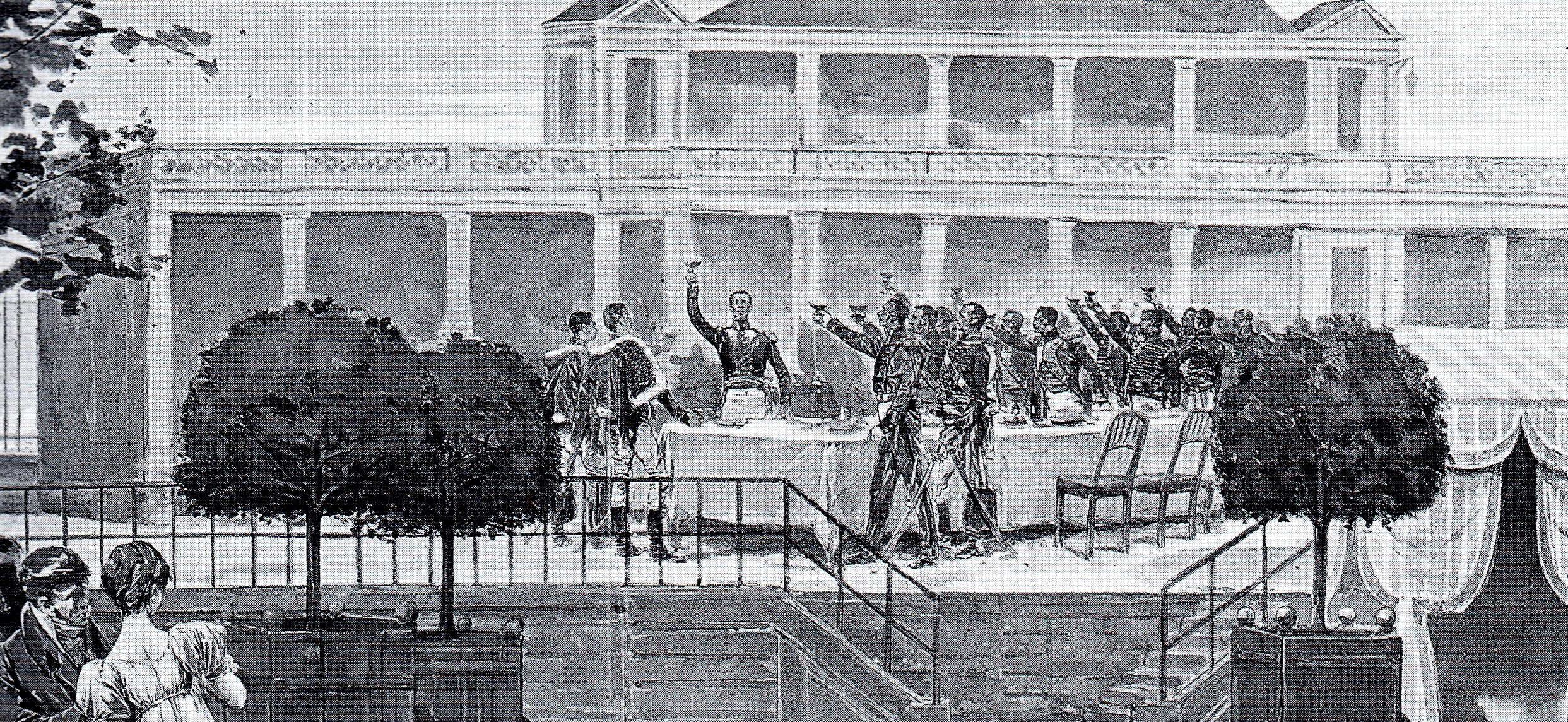
Dîner de corps entre les officiers français et hollandais de la Garde impériale. Peinture de Marius Roy, collection privée.

En 1810, Napoléon annexe le royaume de Hollande et contraint son frère Louis à abdiquer. Un décret annonce officiellement le rattachement de la Hollande à l'Empire le 9 juillet et prescrit, dans le même temps, que « la Garde Royale sera réunie à notre Garde Impériale ». Le 31 juillet, le régiment des hussards de la Garde, commandé par le colonel Charles Dubois, reçoit l'ordre de rejoindre Paris avec les autres unités de la Garde hollandaise. Avant leur départ pour la France, les hussards sont passés en revue à Amsterdam par le maréchal Oudinot. Ils passent ensuite par Utrecht, franchissent l'ancienne frontière française à Hoogstraten, sont inspectés une nouvelle fois à Bruxelles et poursuivent leur route jusqu'à Paris, qu'ils traversent pour atteindre Versailles.
Sur la place d'armes de cette ville, les officiers hollandais reçoivent une allocution de leurs homologues français des régiments de la cavalerie de la Garde, qui les convient le même jour à un grand repas afin de fraterniser. Le lendemain, c'est la troupe qui est invitée par les grenadiers à cheval, les chasseurs à cheval et les dragons. À cette occasion, le préfet de Seine-et-Oise note que les vélites des chasseurs à cheval, ayant emprunté les habits des hussards hollandais, « se sont répandus, pris de vin, dans la ville, et particulièrement dans le quartier où se tenait la foire, où ils ont commis le plus grand désordre et répandu l'épouvante ». L'affaire est rapportée jusqu'au ministre de la Guerre, Clarke, et au commandant en chef de la cavalerie de la Garde, Bessières ; cependant, les officiers du régiment n'appliquent aucune sanction à l'égard de leurs hommes.

### Formation du2elanciersde la Garde impériale

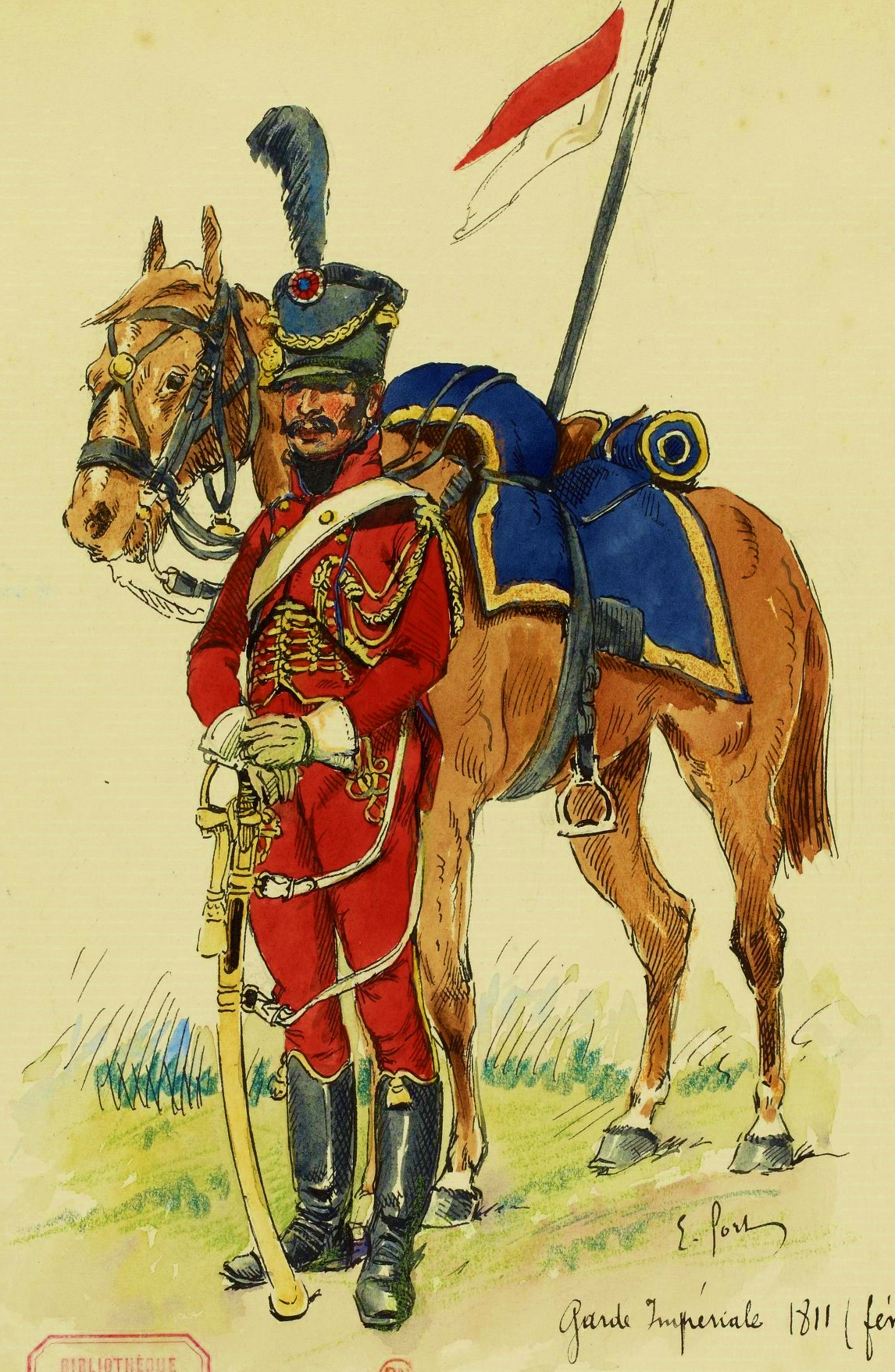
Lancier du 2e régiment de la Garde en tenue de hussard hollandais, 1810-1811. Illustration d'Ernest Fort.

Le 13 septembre 1810, Napoléon promulgue un décret qui prescrit l'intégration à la Garde impériale des hussards et des grenadiers de l'ex-Garde royale hollandaise. L'article 3 de ce décret indique que « le régiment de houzards de la Garde hollandaise prendra le nom de 2e Régiment de Chevau-légers Lanciers de notre Garde. Il sera armé de lances ». Il est également mentionné que les hussards d'origine allemande peuvent prendre du service soit au sein des chevau-légers lanciers de Berg, soit parmi les régiments hollandais en France. Lors de la revue du régiment, le 18 septembre, par le baron Félix, l'effectif total est de 58 officiers, 16 trompettes et 865 hommes, avec autant de chevaux. Le nouveau corps de lanciers est organisé à Versailles en quatre escadrons de Moyenne Garde à deux compagnies chacun, ainsi qu'un état-major. Les montures octroyées au régiment sont issues des départements de l'Orne, du Calvados, de la Manche et des Ardennes et possèdent une taille comprise entre 1,46 m et 1,50 m.
Le 23 septembre, la Garde impériale est passée en revue par Napoléon dans la cour du château des Tuileries. Au cours de la cérémonie, l'Empereur réprimande le colonel Dubois pour les désordres causés par ses hommes lors de leur arrivée à Versailles. À cette date, l'effectif théorique du 2e lanciers est arrêté à 1 038 hommes, mais en réalité, seuls 895 sont présents dans les rangs. Pour compléter le corps, Napoléon décrète le 30 octobre que tous les militaires allemands ayant servi dans l'ex-Garde royale hollandaise « sont considérés comme hollandais » et, de ce fait, acceptés au sein du régiment. Dans le même temps, l'Empereur nomme à leur poste les différents officiers, tel le colonel Dubois qui devient major en premier et commandant du régiment, avec pour adjoint le major en second van Hasselt. Le recrutement se poursuit jusqu'à la fin novembre ; l'adjonction des soldats allemands ne suffisant pas, l'administration a recours à des gardes du corps, ancienne subdivision des hussards hollandais, ainsi qu'à des vélites. Au début de l'année 1811, quelques officiers français sont incorporés aux lanciers afin de mettre la comptabilité et les registres du régiment aux normes françaises. En raison de son uniforme écarlate, l'unité prend le surnom de « lanciers rouges ».
Le 6 mars 1811, le général de brigade Pierre-David de Colbert-Chabanais est nommé colonel du 2e régiment de lanciers de la Garde impériale. Il a fait toutes les campagnes napoléoniennes depuis 1805 et s'est particulièrement illustré lors de celle de Pologne à la tête du 7e régiment de hussards, ce qui lui vaut le surnom d’Eisenmann (« homme de fer »). Des sous-officiers du corps, instruits par les lanciers polonais du 1er régiment à Chantilly, apprennent le maniement de la lance à leurs hommes.

### Vie de garnison, patrouilles et escortes militaires

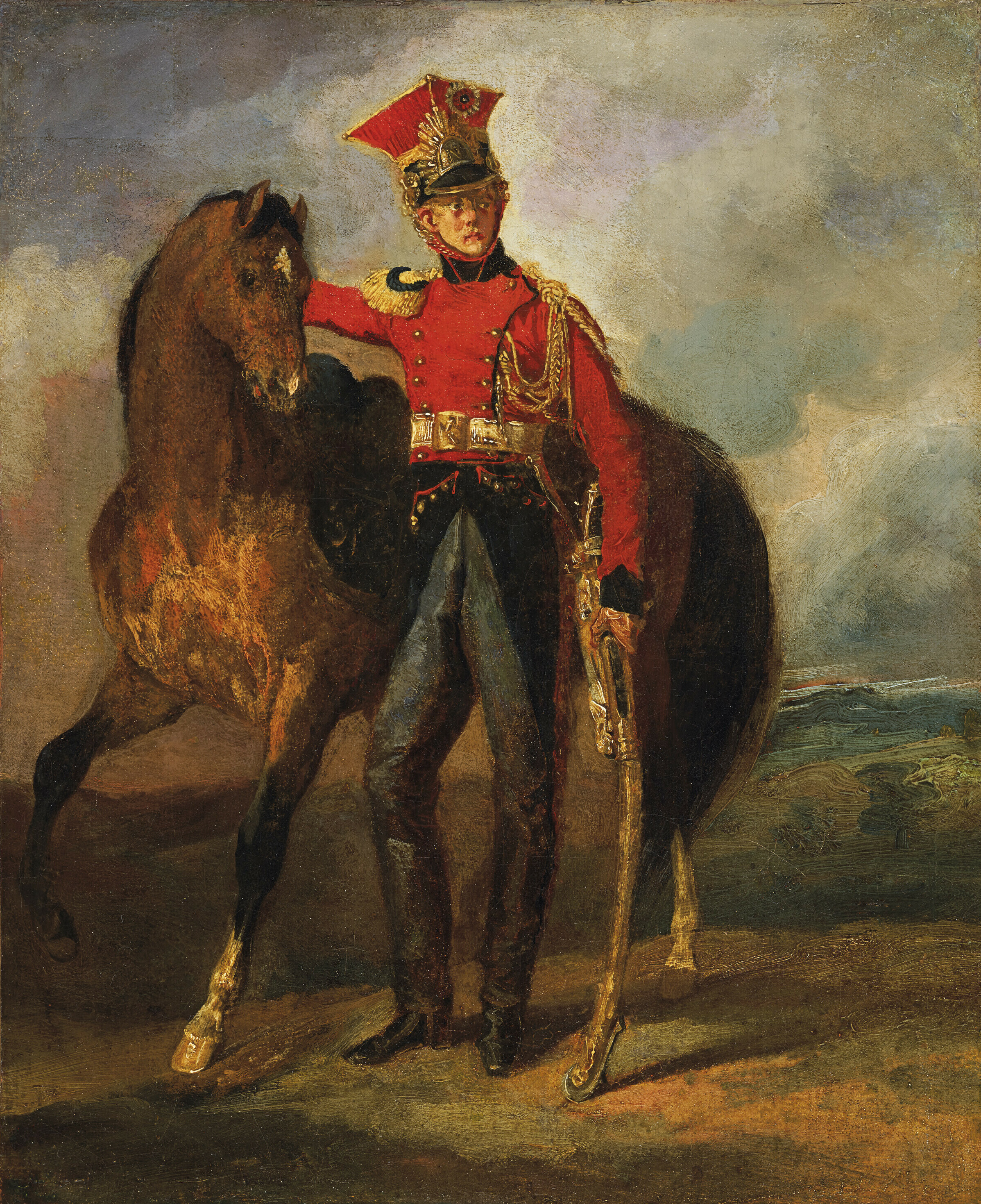
Un lancier rouge de la Garde impériale peint vers 1810 par Théodore Géricault.

En hiver, les lanciers rouges participent toutes les deux semaines aux cérémonies et aux parades qui se déroulent à Versailles et Paris. Lors de ces événements, ils sont rassemblés avec les autres corps de la Garde impériale sur la place de la Concorde, aux alentours de onze heures, puis se dirigent vers midi à la place du Carrousel, conduits par leur colonel. Ils défilent alors toute l'après-midi et ne rentrent à Versailles qu'à sept ou huit heures du soir. Pour les officiers de service, le travail commence très tôt le matin, avec l'inspection des casernes jusqu'à dix heures. Ils prennent ensuite leur déjeuner avant de prendre part à la parade, qui s'achève à midi. Après s'être occupés de leurs chevaux, ils effectuent une nouvelle tournée des casernes et dînent en milieu d'après-midi. Par beau temps, pour tout le régiment, les chevaux sont emmenés dehors pour l'entretien des écuries. À 21 heures, les soldats regagnent les casernes avant l'appel du soir.
À leur arrivée à Versailles, les officiers se plaisent à visiter les monuments et les théâtres de Paris. Par la suite, ils s'intègrent davantage dans la population versaillaise où ils constituent des cercles d'amis, à l'exemple des majors Dubois et van Hasselt. Certains gradés fréquentent particulièrement le préfet de Seine-et-Oise, issu d'une des plus importantes familles nobles des Pays-Bas. Le chef d'escadron Albert de Watteville, d'origine suisse et populaire au sein de son régiment, lui rend souvent visite en raison de lointains liens de parenté. Toutefois, Watteville n'apprécie guère Versailles : « il n'y a pas de bourg en France qui soit aussi petite ville pour les caquets, la médisance, la critique. On se croirait à cent lieues de Paris ».
En mars 1811, un détachement de lanciers, sous les ordres du lieutenant Dumonceau, rejoint à Tours la colonne de cavalerie du général Colbert qui fait la chasse aux déserteurs et aux réfractaires de la 22e division militaire. Ses hommes parcourent, dans ce but, les départements d'Indre-et-Loire, de Maine-et-Loire et de la Sarthe. Pendant ce temps, le reste du régiment remplit les missions de la Garde impériale et escorte à ce titre Napoléon lors de ses visites à Cherbourg et Caen. Lors de la venue du couple impérial en Belgique et en Hollande, en septembre 1811, les lanciers rouges fournissent un contingent de deux escadrons, placés sous les ordres du général Colbert ; un peloton commandé par le lieutenant van Omphal escorte notamment l'impératrice Marie-Louise de Heusden jusqu'à Gorcum.

### De 1811 à 1814
Le 11 mars 1812, le régiment est porté à cinq escadrons et prend rang au sein de la Moyenne Garde, à l'exception des officiers qui restent de Vieille Garde. Les recrues sont tout d'abord issues de la cavalerie française de la ligne, puis parmi les cavaliers composant l'ancien régiment hollandais de hussards servant en Espagne. Au 1er avril, l'effectif total du 2e lanciers est porté à 1 127 hommes, avec autant de chevaux.
La campagne de Russie cause des pertes très importantes au sein des lanciers rouges ; la quasi-totalité des lanciers d'origine hollandaise sont morts ou « restés en arrière ». Pour combler les vides, l'Empereur autorise les escadrons de Jeune Garde à effectuer leur recrutement au sein des conscrits et enrégimente les cavaliers fournis par les villes de l'Empire. Les escadrons de Moyenne Garde exigeant des soldats expérimentés, l'administration puise dans la ligne, les vétérans en retraite ou encore les cadres de l'armée d'Espagne. Grâce à ces mesures, ainsi qu'à l'incorporation de l’escadron de dragons de la Garde municipale de Paris, dissoute après la tentative de coup d'État de Malet, le régiment des lanciers rouges passe le 18 janvier 1813 à huit escadrons, pour un effectif total et théorique de 2 000 hommes.
Le 23 février 1813, le 2e lanciers de la Garde est porté à dix escadrons. Les cinq premiers escadrons sont désormais classés comme étant de Vieille Garde, les cinq suivants restant de Jeune Garde. Le régiment compte alors environ 2 500 hommes.

### Première Restauration et Cent-Jours

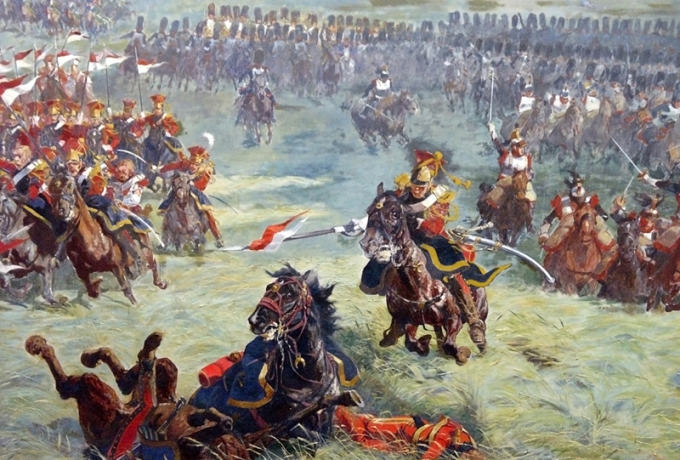
Charge des lanciers rouges à Mont-Saint-Jean lors de la bataille de Waterloo (par Louis-Jules Dumoulin, Panorama de Waterloo, 1912).

Lors de la Première Restauration, le régiment prend le nom de « Corps royal des chevau-légers lanciers de France » et est ramené à quatre escadrons totalisant 42 officiers et 601 hommes de troupe. Le corps tient initialement garnison à Angers, mais quitte cette ville le 5 septembre 1814 pour Orléans, qu'il atteint le 14 septembre. La vie des soldats y est agréable, les officiers vont au théâtre et l'épée et le bicorne remplacent le sabre et le chapska.
Pendant les Cent-Jours, le régiment est recréé à partir du corps royal et de l'escadron de lanciers polonais ayant accompagné l'Empereur sur l'île d'Elbe, sous le nom de « Régiment de chevau-légers lanciers de la Garde impériale ». Les lanciers polonais prennent rang avant les quatre escadrons français et conservent leur nom. Le 10 avril 1815, le régiment est composé de 53 officiers et 621 hommes de troupe, pour 538 chevaux. Outre Colbert, les lanciers sont commandés par les majors Dubois et Jerzmanowski ainsi que par les chefs d'escadron Baliński, de Tiecken, Coti, de Bricqueville et de Lavillasse. Durant le mois de mai, Napoléon inspecte trois fois le régiment. Lorsque les lanciers rouges quittent leur garnison les 5, 6 et 7 juin, leur effectif est de 1 253 hommes pour 955 chevaux, mais, en raison du manque d'équipement, seuls 700 à 800 d'entre eux peuvent être convenablement équipés pour participer à la campagne de Belgique.
Après la défaite de Waterloo et le retour des Bourbons, le régiment est définitivement licencié par ordonnance royale du 30 août 1815.

## Campagnes militaires

### Campagne de Russie
Pour un article plus général, voir Campagne de Russie (1812).

#### De la France jusqu'au Niémen

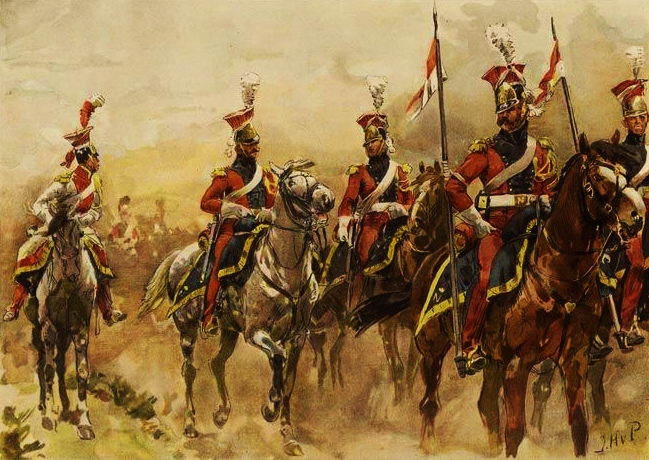
Lanciers rouges de la Garde impériale en chemin. Peinture de Jan Hoynck van Papendrecht, collection du musée royal de l'armée des Pays-Bas, Delft.

Le 8 février 1812, Napoléon, qui projette d'envahir la Russie, transmet au maréchal Bessières l'ordre de faire marcher le 2e régiment de lanciers de la Garde en direction de Bruxelles : « il ne passera pas par Paris, et vous lui tracerez une route pour que ce mouvement soit déguisé le plus possible ». Les lanciers rouges se mettent en route dans la nuit, mais seuls les officiers connaissent leur destination. Un dépôt reste à Versailles sous les ordres du chef d'escadron de Watteville. Le régiment voyage au sein de la 1re division de la Garde impériale, commandée par le général Delaborde. Lorsque les lanciers arrivent à Bruxelles le 21 février, ils y sont inspectés par le général Colbert, avec à l'effectif 43 officiers, 723 cavaliers et 811 chevaux présents. Le 3 mars, ils repartent en direction de la Hollande, où plusieurs officiers en profitent pour rendre visite à leur famille. Le 2e régiment fait son entrée à Hanovre le 22 mars et s'y voit adjoindre le détachement du dépôt de remonte, cantonné dans la ville depuis le début de l'année 1812.
La création d'un cinquième escadron, le 11 mars 1812, a porté l'effectif du régiment à 1 127 officiers, sous-officiers et soldats. Les quatre escadrons de guerre — 690 cavaliers — poursuivent leur route et traversent la Prusse. À cette occasion, deux officiers du régiment, sur la demande du maréchal Oudinot, sont présentés au roi Frédéric-Guillaume III qui les félicite et leur permet de visiter le palais de Sanssouci. Le 2e lanciers de la Garde gagne ensuite Stettin, puis Posen mais, victime d'un contrordre, retourne à Stettin et cantonne à proximité presque tout le mois de mai. Pendant ce temps, le dépôt de Versailles, à présent sous la responsabilité du colonel van Merlen, s'active à équiper les nouvelles recrues et à les acheminer, sitôt disponibles, en Allemagne et en Pologne. Là-bas, les lanciers de Colbert font route vers Dantzig et Königsberg, fournissant en chemin des escortes et des interprètes pour l'Empereur. Arrivé à Königsberg le 14 juin, le 2e régiment de lanciers de la Garde en repart trois jours plus tard, arrive sur les rives du Niémen et le franchit le 24 juin dans la matinée.

#### À l'avant-garde de la Grande Armée

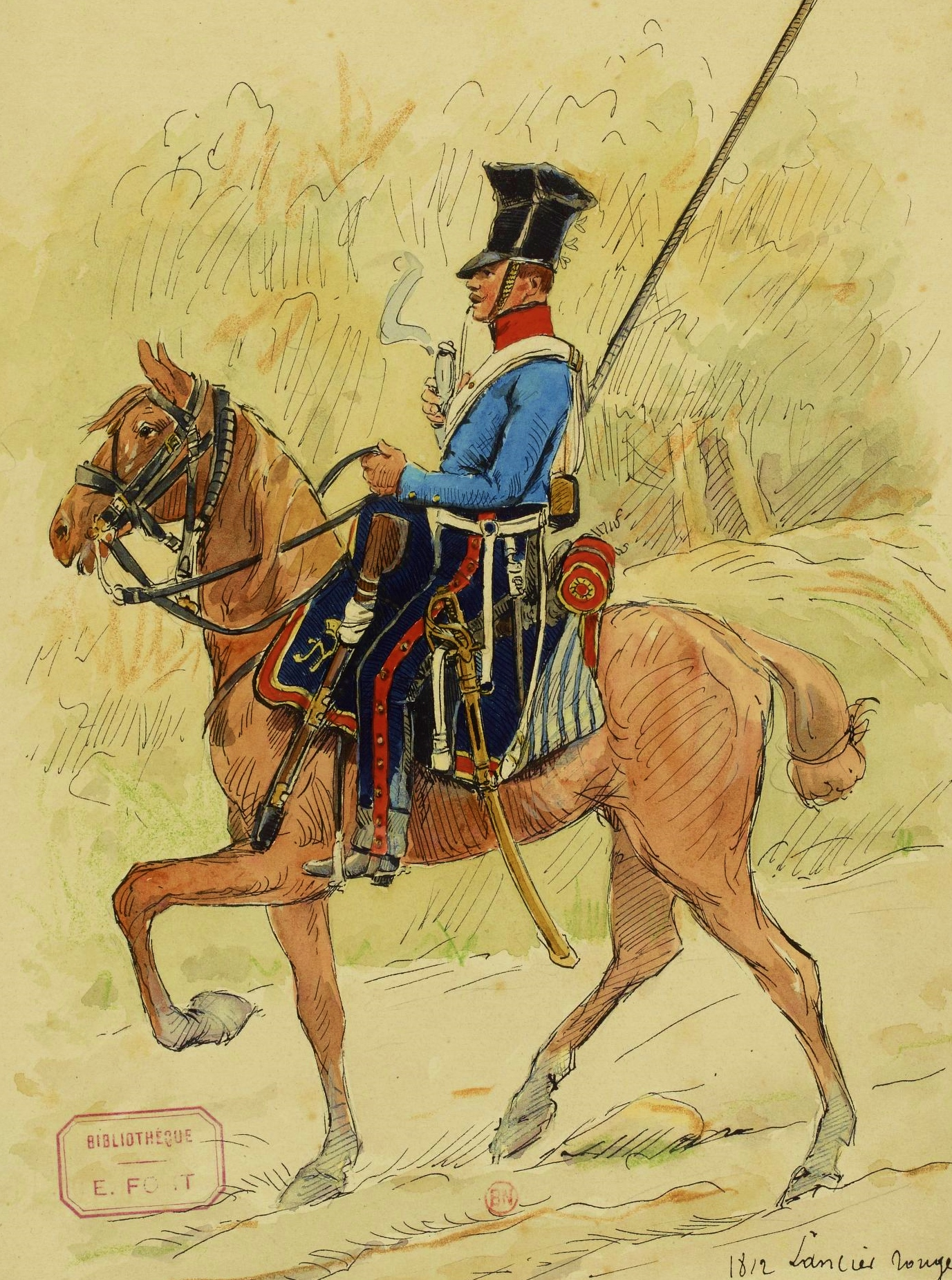
Lancier rouge de la Garde impériale en tenue de campagne, 1812. Illustration d'Ernest Fort, établie d'après les mémoires du maréchal de Castellane.

La Garde impériale se réunit à Kowno après le passage du Niémen, puis en repart le 25 juin sous la direction du maréchal Bessières. Les lanciers rouges reçoivent en chemin l'ordre de rattraper l'avant-garde du corps du maréchal Murat, qui progresse en direction de Vilna, afin de couvrir la droite de sa cavalerie. Le 28 juin, les troupes françaises atteignent Vilna, dont les magasins de provisions et de fournitures ont été enflammés par l'armée russe en retraite. Les lanciers sont d'abord contraints de bivouaquer dehors, sous les intempéries, mais le mécontentement de la troupe cesse lorsque les sous-officiers du régiment leur font parvenir des billets de logement. Le 2e lanciers repart toutefois au milieu de la nuit, les retardataires faisant temporairement campagne avec les chasseurs à cheval de la Garde impériale.
À cette date, le régiment aligne au total 1 152 hommes, dont 917 en Russie. Le 1er juillet 1812, par ordre de l'Empereur, les lanciers rouges doivent rejoindre les forces du maréchal Davout, qui poursuivent les troupes du général Bagration, et atteignent Ochmiana le lendemain. Le 8 juillet, ils chassent les Russes de la ville de Vileïka et sauvent ainsi une importante quantité de nourriture et de fourrage. Quelques jours plus tard, le 13 juillet, alors qu'il fait mouvement pour se joindre à la cavalerie du général Grouchy, le 2e lanciers de la Garde franchit la Bérézina au gué de Studianka, grâce aux indications de paysans locaux. Il traverse un certain nombre de localités et saisit, à Toloczin, un convoi de vivres. Cependant, il doit bientôt stopper son avance, car le maréchal Davout, inquiet de voir le régiment aussi éloigné, ordonne à Grouchy de les remplacer en avant-garde, ce qu'il fait le 20 juillet. Les lanciers s'installent alors à Orcha. Le 27, un détachement d'une cinquantaine d'hommes de l'unité est attaqué à Babinowitch par les uhlans de la Garde russe et est presque entièrement fait prisonnier.
Les lanciers rouges obliquent ensuite sur Vitebsk, puis s'arrêtent au village de Terespol où ils reçoivent le renfort des retardataires de Vilna ainsi que d'un contingent venu de Versailles sous les ordres du chef d'escadron Colin de Verdière. Le 13 août, alors que son unité part pour Smolensk, Albert de Watteville écrit que « le temps n'a pas été aussi favorable que jusqu'ici. Depuis trois jours, nous avons beaucoup de pluie ». Le lendemain, les lanciers rouges forment une brigade, commandée par le général Colbert, avec leurs camarades des lanciers polonais de la Garde impériale. Ils arrivent deux jours après devant Smolensk, où les Français affrontent l'armée russe, et assistent à la bataille sans être engagés. Ils sont ensuite placés de nouveau en avant-garde, réceptionnant en cours de route les détachements de renforts envoyés depuis la France ou l'Allemagne. Le régiment a en effet été réduit depuis le début de la campagne à 700 cavaliers, 500 autres étant restés en garnison, dans les hôpitaux ou fait prisonniers.

#### Arrivée à Moscou et opérations militaires locales

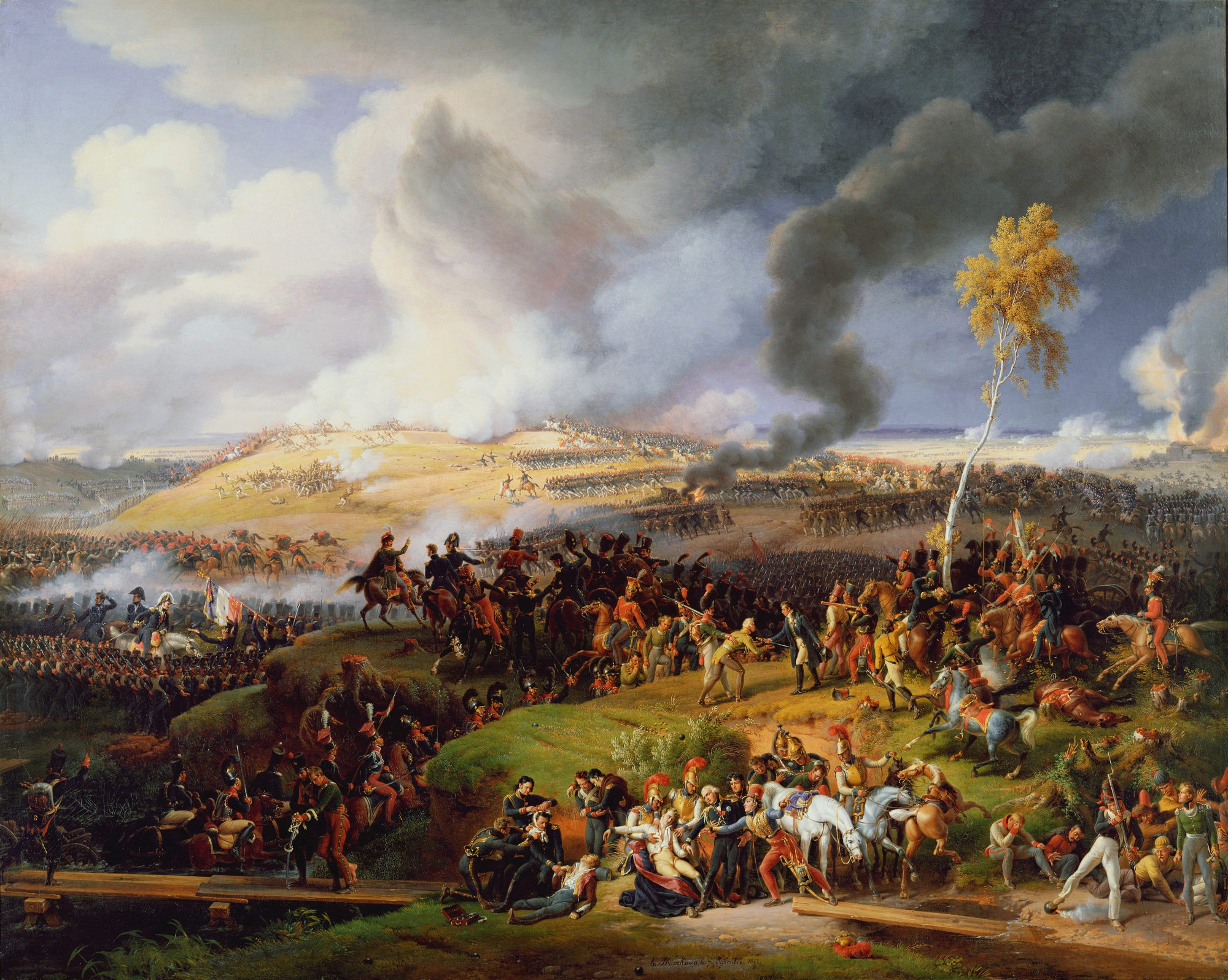
Bataille de la Moskowa, 7 septembre 1812, huile sur toile de Louis-François Lejeune, 1822. Collections du château de Versailles.

Le 7 septembre 1812, la brigade des lanciers de la Garde assiste à la bataille de la Moskova sans y prendre une part active. Le surlendemain, les lanciers rouges repartent sous la pluie en direction de Moscou. Le trajet dure plusieurs jours, et à l'exception de quelques escarmouches avec les cosaques, s'effectue sans heurts. Le 15 septembre au matin, cependant, un lancier est tué dans un accrochage avec un groupe de cosaques qui capture également le maréchal des logis Duyghuysen ; le lendemain, une reconnaissance menée par le chef d'escadron Coti tombe dans une embuscade près de Borovsk et perd douze hommes avant d'être secourue par le reste de la brigade. Malgré ces événements, le 2e régiment de lanciers de la Garde impériale fait son entrée à Moscou le 19 septembre 1812. Il s'y ravitaille, tandis que les officiers procèdent à des inspections et veillent à la réparation du matériel.
Le séjour est néanmoins de courte durée : le 22 septembre, les lanciers de Colbert quittent la ville pour rejoindre le corps d'armée du maréchal Murat. En chemin, non loin de Bouïkhovo, un engagement sérieux a lieu contre les cosaques. Deux pelotons du 2e régiment sont submergés et essuient des pertes sévères, mais les cavaliers russes finissent par prendre la fuite grâce à l'intervention d'un escadron des lanciers polonais et l'arrivée du gros de la brigade dirigé par Colbert. Les cosaques n'en continuent pas moins leurs attaques et anéantissent peu après, dans une embuscade, un détachement de 25 lanciers envoyé à leur poursuite. Au 11 octobre 1812, le 2e régiment de lanciers de la Garde aligne 48 officiers et 508 cavaliers ; 243 hommes sont aux dépôts et 57 à l'hôpital. L'unité prend ses quartiers au village de Gorki, au sud de Moscou.

#### Retraite de Russie

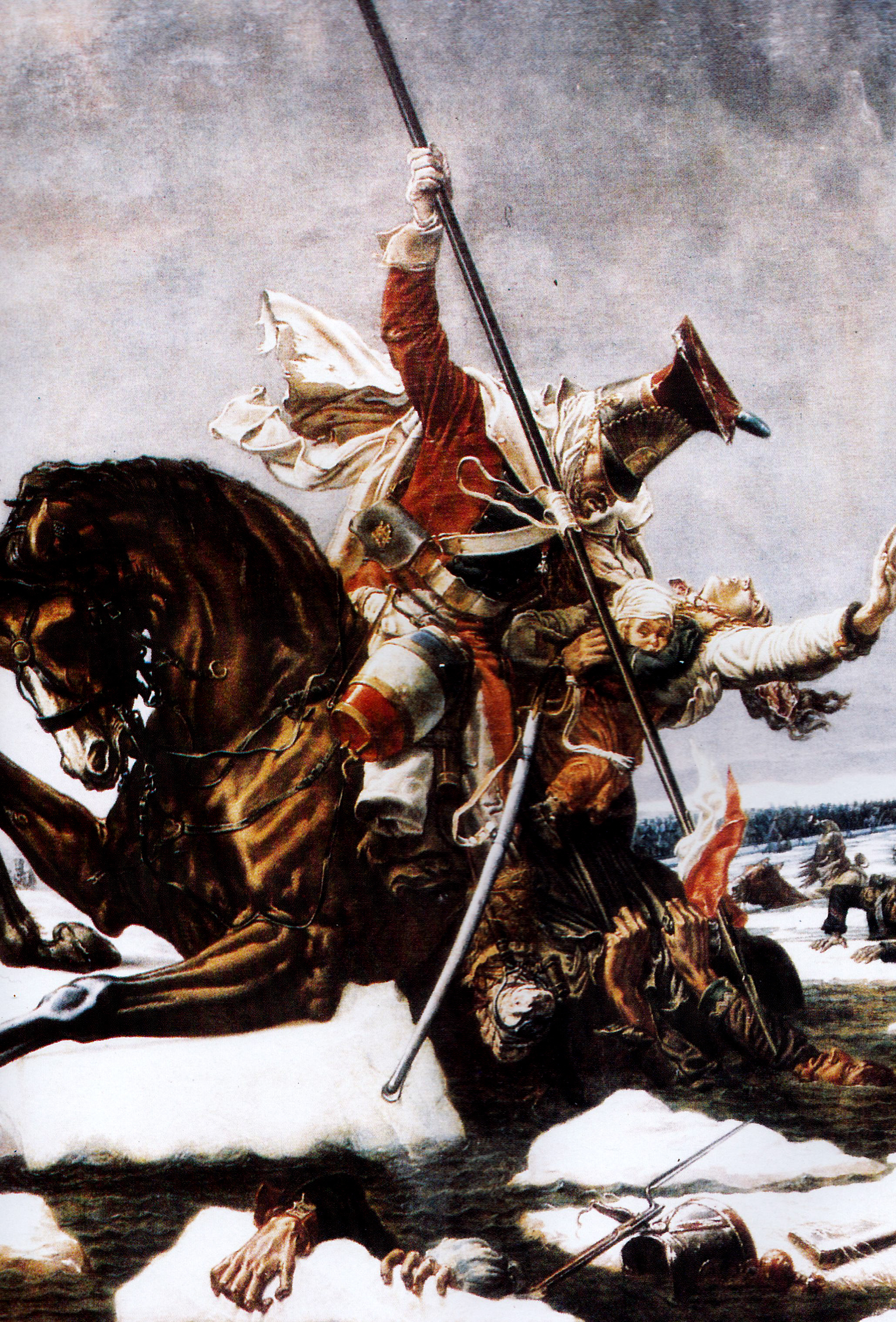
Lancier rouge au passage de la Bérésina, 1812. Peinture de Jules Rigo (1810-1880), collection privée.

Le 19 octobre 1812, le corps apprend l'évacuation de Moscou par la Grande Armée et se met en marche dès le lendemain. Deux jours plus tard, l'Empereur ordonne au général Colbert de « nettoyer la route de Moscou, ramasser les traîneurs, brûler toutes les voitures restées en arrière, et être certain que demain 22, à sept heures du matin, il n'y a plus rien entre Desna et Moscou ». La brigade des lanciers de la Garde se porte donc sur la rive droite de la Desna et surveille le passage des civils et des soldats retardataires. Le départ du lendemain est reporté de quelques heures par Colbert, afin de permettre à encore 12 000 personnes de rejoindre l'armée. Les lanciers mettent ensuite le feu au pont et regagnent leur bivouac de Gorki.
Ils en repartent cependant peu après pour suivre la retraite des troupes françaises. Placé en arrière-garde, le 2e régiment de lanciers de la Garde atteint Borovsk dans la nuit du 24 octobre. Au même moment, quatre régiments de cosaques russes, chargés de couper les communications françaises, font route vers la ville. Le 25, ils s'y rassemblent face à 1 000 lanciers hollandais et polonais aux ordres de Colbert. Les hostilités débutent au petit matin et se poursuivent jusqu'au début de l'après-midi ; les deux partis échangent des coups de feu et les lanciers de Colbert mènent quelques charges pour repousser leurs adversaires numériquement supérieurs. Vers 15 h, alors que les cosaques accablent un détachement de lanciers en reconnaissance, le major Dubois, rapidement suivi par Colbert, entraîne le régiment à l'attaque et refoule les cavaliers russes. Les lanciers rouges rétrogradent ensuite sur leur position de départ et arrêtent les cosaques lancés à leur poursuite. Le 2e régiment perd ce jour-là quatre officiers blessés et 24 lanciers tués, ainsi qu'une trentaine de chevaux.
La brigade Colbert poursuit sa route, alors que la neige commence à tomber. Malgré les difficultés engendrées par le manque de nourriture, les lanciers de la Garde atteignent Viazma le 31 octobre 1812, entrent dans Dorogobouj le 4 novembre et traversent le Dniepr le 6. À Smolensk, le corps se réapprovisionne en vivres, en fourrage et également en hommes puisqu'un détachement de 130 cavaliers, commandés par le capitaine Timmermann, est arrivé pour renforcer l'effectif. Les escadrons de guerre ne comptent en effet plus que 330 hommes avec 130 montures. Le régiment se remet en route rapidement et se dirige sur Krasnoïe avec le reste de la Garde impériale. Il y arrive le 15 novembre, alors que la bataille de Krasnoïe est sur le point de s'engager ; un escadron de lanciers rouges soutient l'attaque du 3e grenadiers hollandais de la Garde, qui est presque entièrement détruit. L'armée française réussit à échapper au feld-maréchal Koutouzov et continue sa retraite. Le 2e lanciers de la Garde atteint Orcha le 20 novembre, en repart le 23 et arrive sur les bords de la Bérézina le 25. À cette date, beaucoup d'hommes du régiment sont sans monture et doivent faire le trajet à pied. Deux jours plus tard, après une dernière inspection par le maréchal Bessières, les lanciers de Colbert se présentent au gué de Studianka et empruntent l'un des ponts établis sur la rivière par les pontonniers du général Éblé.
Une fois la rivière franchie, le gros du régiment se place sous les ordres du maréchal Oudinot pour assurer l'arrière-garde, tandis qu'un petit détachement escorte le trésor de l'armée. Après la bataille de la Bérézina, où le major van Hasselt est blessé, le corps reprend la route et entre dans Molodetchno le 2 décembre. Les températures extrêmes, la faim et les attaques des cosaques rendent très pénible la marche des soldats et engendrent de nombreuses pertes. Le 5 décembre, à Smorgoni, une petite troupe à cheval commandée par le capitaine Post fait partie de l'escorte de Napoléon, qui a décidé de regagner la France. Pendant ce temps, les lanciers rouges poursuivent leur chemin et arrivent à Vilna le 9 décembre, alors que les détachements à pied ont perdu les deux tiers de leurs effectifs. Le 13, la Garde impériale repasse le Niémen et continue son repli à travers la Pologne. Maintenant en sécurité, les lanciers de Colbert comptent leurs pertes : au 13 décembre, sur 1 401 soldats et chevaux, il n'y a plus dans les rangs que 20 officiers et 40 cavaliers, avec 60 chevaux ; 1341 montures ont été perdues en Russie. Le 13 janvier 1813, le maréchal des logis-chef Schreiber écrit à propos des escadrons de guerre que « des 1 090 sous-officiers et lanciers, 191 sont tués par l'ennemi, 595 décédés à cause du froid ou des malheurs et pour les chevaux, des 1122 ne restent que 24 en état de servir ».

### Campagne d'Allemagne
Pour un article plus général, voir Campagne d'Allemagne (1813).

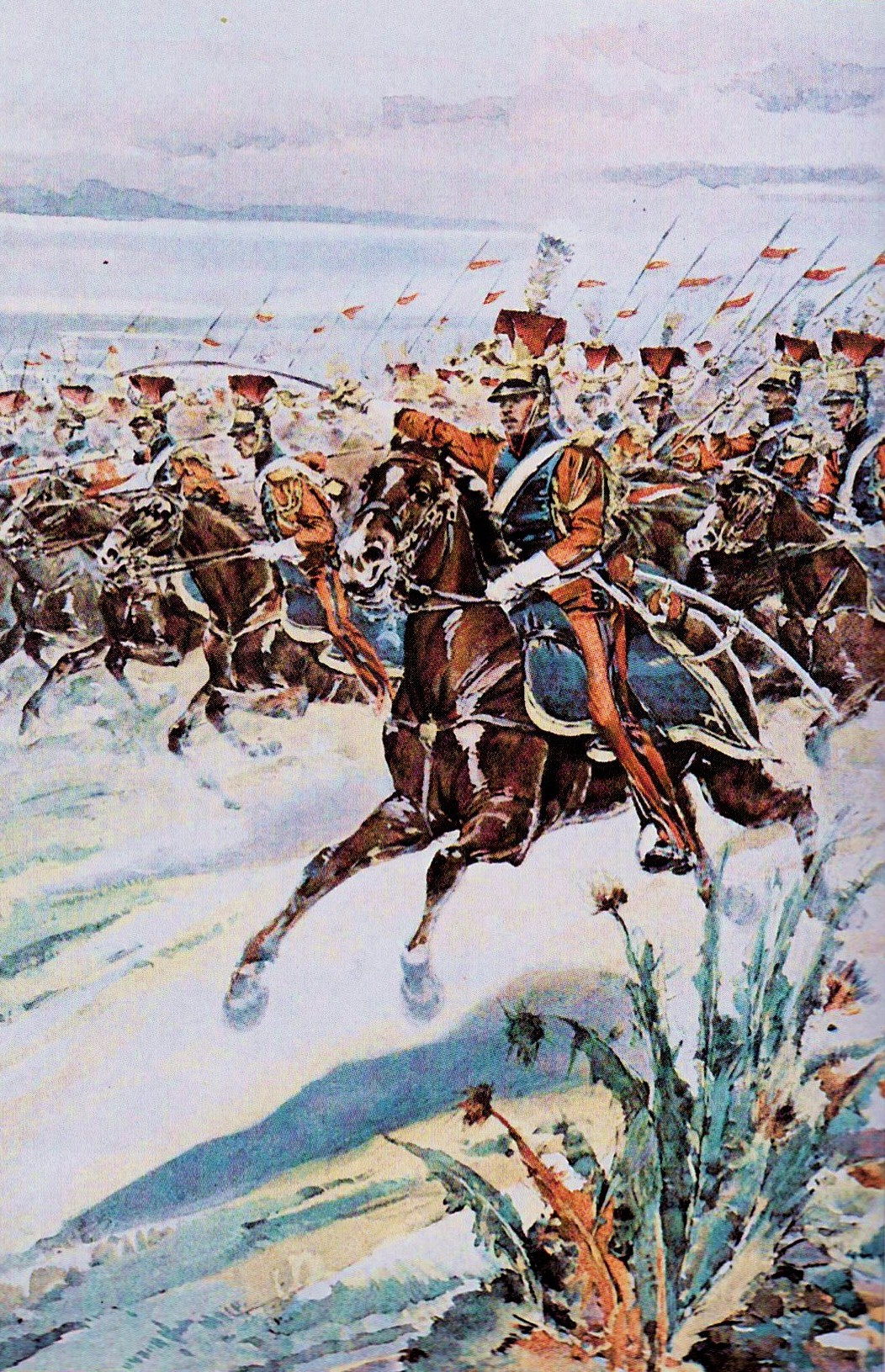
Charge des lanciers rouges de la Garde pendant la campagne d'Allemagne, 1813. Peinture de Marius Roy, collection privée.

En raison des lourdes pertes subies en Russie, la Garde impériale est réorganisée : par décret du 18 janvier 1813, le régiment des lanciers rouges est porté à huit escadrons, soit 2 000 hommes au total. Un mois plus tard, le 23 février, deux escadrons sont ajoutés et 2 500 hommes sont sous les rangs. Fort de cet effectif, les lanciers de Colbert sont engagés dans la campagne d'Allemagne ; celle-ci débute par le combat de Weißenfels, le 1 mai 1813, où le maréchal Bessières, colonel-général de la cavalerie de la Garde, est tué. Malgré cette perte, les lanciers rouges sont présents le lendemain à la bataille de Lützen où ils sont placés à proximité du village de Kaja. Les troupes françaises marchent sur Dresde après la victoire et un contingent de 150 lanciers, commandé par le capitaine de Stuers, accompagne le roi de Saxe Frédéric-Auguste Ier jusqu'à sa capitale. Le 20 mai, à la bataille de Bautzen, la cavalerie de la Garde, dont les cavaliers de Colbert, se place en soutien de l'artillerie du général Drouot et subit sans bouger la canonnade adverse.
Une nouvelle fois vainqueur, Napoléon ordonne au général Walther de poursuivre l'armée coalisée avec la cavalerie de la Garde. Celle-ci se met en route le 22 mai 1813 et arrive dans la journée près du village de Reichenbach. Des cosaques sont repérés ; Walther, qui a l'autorisation d'engager le combat, envoie en avant la brigade des lanciers de la Garde, commandée par Colbert. Six escadrons chargent les cosaques et les dragons russes sous le feu d'une douzaine de pièces d'artillerie. Le combat est indécis, mais l'intervention d'autres escadrons russes contraint les lanciers à se replier sous la protection des cavaliers de réserve. Au bout de deux heures d'affrontements, les mamelouks et les chasseurs à cheval de la Garde arrivent à la rescousse, bientôt suivis par La Tour-Maubourg et la cavalerie saxonne. L'avantage reste aux Français, mais les lanciers rouges ont perdu 201 hommes tués ou blessés, ainsi que 199 chevaux.
L'armistice de Pleiswitz, le 4 juin 1813, suspend provisoirement les hostilités, ce qui permet au régiment de recevoir d'importants renforts. Deux mois plus tard, l'empire d'Autriche déclare la guerre à la France, et Napoléon se met en marche sur Dresde pour porter secours au maréchal Gouvion-Saint-Cyr. Le 27 août, au cours de la bataille de Dresde, le 2e régiment des lanciers de la Garde charge le corps d'armée russe du général Gyulay avec la cavalerie de Murat et lui inflige des pertes sensibles. Après une période de marches et de contremarches, le régiment s'illustre une nouvelle fois à Toeplitz, où cent lanciers rouges menés par le chef d'escadron Colin de Verdière chargent une batterie de six canons, s'en emparent et mettent en déroute trois bataillons d'infanterie russes. La mitraille et la mousqueterie tuent cependant 25 hommes et en blessent 28.
Jusqu'au mois d'octobre, les lanciers de Colbert opèrent contre les cosaques aux avant-postes. Cependant, la confrontation entre les forces de Napoléon et les armées coalisées est inévitable. Les soldats des deux camps convergent sur Leipzig en vue de la bataille. Au 15 octobre, les lanciers rouges alignent 63 officiers et 731 lanciers sur le pied de guerre. Le lendemain, les affrontements commencent et se poursuivent jusqu'au 19 octobre, mais le régiment n'a pas l'occasion de charger. Il enregistre tout de même des pertes sensibles, en particulier lors de la retraite sur l'Elster où l'escadron de Jan Post est presque entièrement tué ou fait prisonnier. Le reste du régiment suit le repli et se trouve à la bataille de Hanau, le 30 octobre. Il y protège l'artillerie de Drouot, puis participe aux charges de la cavalerie de la Garde contre les Bavarois. La route vers la France est ouverte et les lanciers rouges repassent le Rhin le 5 novembre 1813.

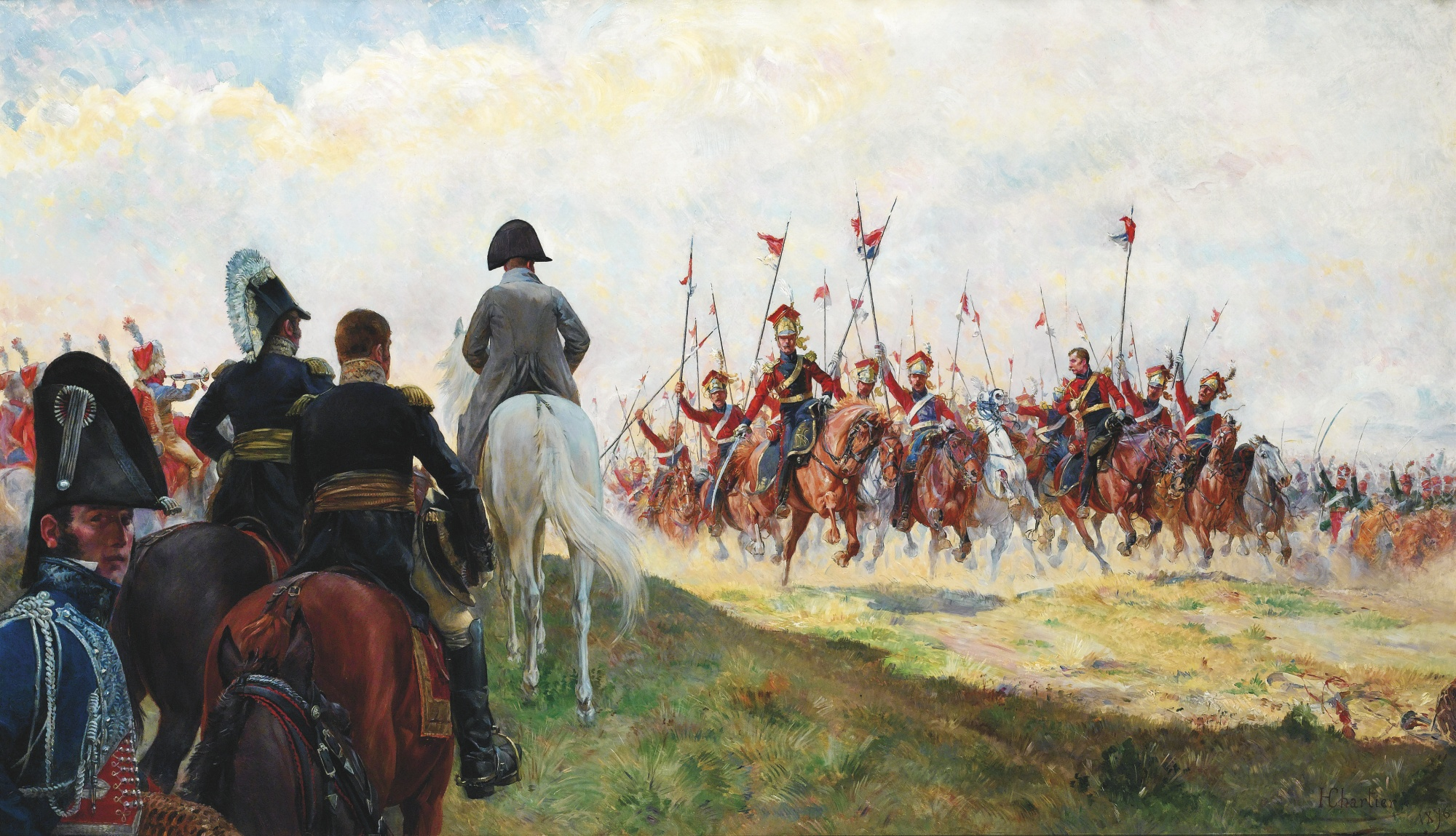
Henri Chartier, Après la charge : Hanau, 1813. Les lanciers rouges de la Garde impériale acclament Napoléon de retour de leur charge contre les Bavarois.

### Campagne de France
Pour un article plus général, voir Campagne de France (1814).
En 1814, le régiment est divisé : les lanciers rouges de Vieille Garde suivent Napoléon et combattent pendant la campagne de France, tandis que les escadrons de Jeune Garde restent en Belgique sous les ordres du général Maison.

#### En France

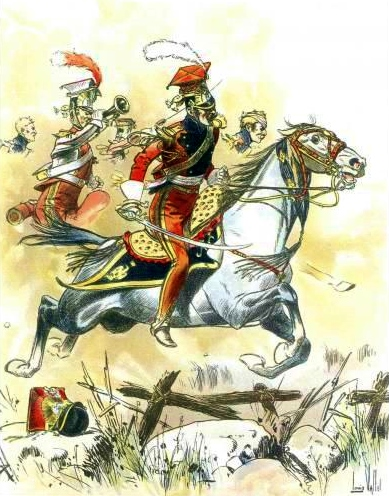
Chef d'escadron des lanciers rouges à la charge. Peinture de Louis Vallet, collection du musée royal de l'Armée belge, Bruxelles.

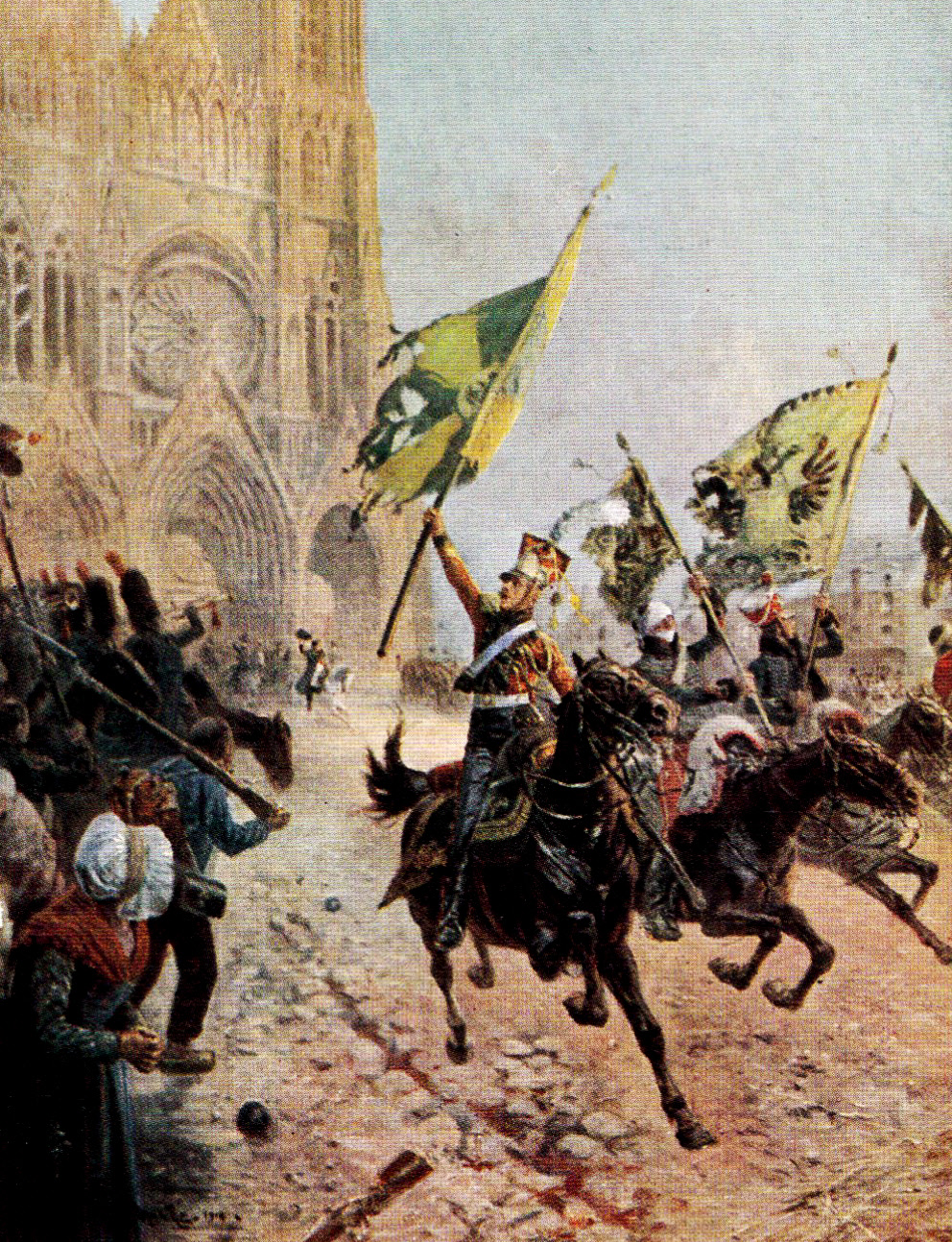
La Dernière Victoire, Reims, 1814. Peinture de Maurice Orange.

Alors que les Alliés s'apprêtent à entrer sur le territoire national, Napoléon s'active à réorganiser son armée. Il concentre ses forces à Châlons, où il reçoit les renforts acheminés depuis l'Espagne et Paris. En janvier 1814, le 2e régiment de lanciers de la Garde comprend théoriquement 43 officiers et 1 004 hommes au dépôt de Versailles, mais en réalité, les manques dus surtout aux hospitalisations font que seuls 294 cavaliers sont sur le pied de guerre. Quelques jours plus tard, les éléments disponibles de la cavalerie de la Garde, dont ceux des lanciers rouges, partent sur le front. Ils y sont rapidement rejoints par l'Empereur, qui remporte le 27 janvier le combat de Saint-Dizier contre les Prussiens. Deux jours après, les Français engagent un nouvel affrontement, plus sérieux cette fois-ci, à Brienne. Les lanciers de Colbert y participent en chargeant plusieurs fois la cavalerie russe avec les autres unités de la Garde. La victoire reste à Napoléon, mais les pertes sont lourdes de part et d'autre. Pourtant, l'armée française doit faire face à nouveau à toute l'armée de la Coalition à La Rothière, le 1er février. Au moment où la cavalerie adverse menace de s'emparer des canons français, les lanciers rouges contre-attaquent avec les lanciers polonais de la Garde et culbutent les assaillants, qui sont ramenés jusqu'à leurs lignes de départ. Au fil des heures, trop peu nombreux, les Français commencent à être débordés. Pour assurer la retraite, l'Empereur ordonne à Colbert et ses cavaliers de se diriger sur le village de La Rothière afin de retarder l'avance des Alliés ; les lanciers de la Garde se battent avec distinction, et, malgré de lourdes pertes, parviennent à récupérer les canons de la division Duhesme. Les troupes françaises échappent à l'encerclement, mais le régiment a payé cher sa participation au combat : 200 hommes sont tués, blessés ou faits prisonniers.
Après avoir repris des forces, l'Empereur décide de lancer une contre-offensive. Le 10 février 1814, il bat les troupes russes du général Olsoufiev à Champaubert. Le lendemain, il renouvelle l'attaque en engageant le corps d'Osten-Sacken à Montmirail. Les lanciers rouges y sont chargés de la protection d'une batterie d'artillerie de la Garde ; pris pour cibles par les canons russes, ils subissent de lourdes pertes et doivent changer de position. Peu après, alors que la division Ricard tient Pommessone, le régiment, mené par le chef d'escadron de Tiecken, charge l'infanterie adverse et fait entre 600 et 700 prisonniers. Malgré l'arrivée tardive des Prussiens, les Russes doivent abandonner le champ de bataille. Les jours suivants, les lanciers rouges suivent le mouvement de l'armée française, sans avoir cependant l'occasion de se mesurer aux Coalisés. Après les victoires de Vauchamps et de Montereau, Napoléon espère détruire le corps de Blücher, qui bat en retraite vers l'Aisne, mais la capitulation française de Soissons compromet ses plans. Il décide malgré tout de se porter à la rencontre des armées adverses et engage, le 7 mars 1814, la bataille de Craonne. L'attaque des troupes de Ney échoue, et il faut l'intervention de la cavalerie de la Garde pour amener les Français sur le plateau. Les lanciers rouges empruntent le chemin de Craonnelle et tombent sur le flanc droit des Russes. Alors que Nansouty est aux prises avec les cavaliers du général Vassiltchikov, les lanciers de Colbert arrivent à la rescousse et font le coup de sabre aux côtés des dragons de Roussel ; cette action opportune oblige Vassiltchikov à décrocher, laissant les Français maîtres du champ de bataille. Le 2e lanciers de la Garde a perdu 51 tués, dont un officier, ainsi que deux officiers blessés.
L'armée coalisée, bien que battue, n'en reste pas moins imposante et se retranche sur les hauteurs de Laon. L'Empereur s'y présente et attaque dès le matin du 9 mars. De furieux combats se déroulent dans les villages de Semilly et Clacy entre les soldats français de Ney et les colonnes prusso-russes, mais la cavalerie de la Garde ne donne pas. Les hostilités reprennent le lendemain : cette fois, le général Colbert envoie ses lanciers contre un carré d'infanterie, protégé par un fossé. Cet obstacle imprévu freine les cavaliers, qui sont repoussés avec de lourdes pertes. Le général provoque la colère de Napoléon et évite de justesse la perte de son commandement. La journée se solde en définitive par une défaite française, mais l'Empereur se retourne contre le général de Saint-Priest, qui défend Reims. Pendant la bataille, le 13 mars, les lanciers rouges ont l'occasion de tirer le sabre en enfonçant trois bataillons prussiens à l'entrée de la ville ; le chef d'escadron de Tiecken est blessé.
Le 15 mars, les escadrons de guerre du 2e lanciers de la Garde présentent 28 officiers et 364 cavaliers. Le régiment passe par Ay et Fère-Champenoise avant de rejoindre l'Empereur le 20 mars à Arcis-sur-Aube, où l'armée coalisée est présente en force. Les lanciers rouges de Colbert, arrivés à 11 heures avec la division Exelmans, mènent une reconnaissance en avant des lignes françaises et repèrent la cavalerie adverse en marche sur Arcis. Informé, le général Sébastiani donne l'ordre à ses deux divisionnaires d'arrêter le mouvement, mais la cavalerie de la Garde est submergée par les escadrons de Frimont et de Kaizarov. Les lanciers rouges, suivis par les cavaliers d'Exelmans, se replient en désordre vers la ville, où ils sont ralliés par Napoléon en personne. Pendant l'affrontement, un adjudant puis le lieutenant van Omphal interviennent auprès de l'Empereur pour demander l'appui de l'artillerie, tandis que Colbert mène charge sur charge avec le reste de la cavalerie de la Garde, jusqu'à la tombée de la nuit. Les combats s'arrêtent et reprennent le lendemain, sans que le régiment ne soit engagé. Les troupes françaises, qui combattent à un contre trois, résistent mais Napoléon doit se résoudre à battre en retraite. À la suite de cette bataille, les Alliés décident d'éviter une nouvelle confrontation avec les forces françaises et foncent sur Paris. Le petit corps russe du général Wintzingerode est chargé de faire diversion en occupant Saint-Dizier, afin de détourner l'attention de Napoléon. Le 26 mars, l'Empereur et la cavalerie française se présentent devant la ville ; la charge est sonnée. Les lanciers rouges galopent en direction des faubourgs, enlèvent une batterie de six canons, prennent vingt caissons et capturent 400 dragons russes avec autant de chevaux. Cette dernière victoire française reste cependant sans lendemain. Le 30 mars 1814, la capitulation de Paris est signée.

#### En Belgique

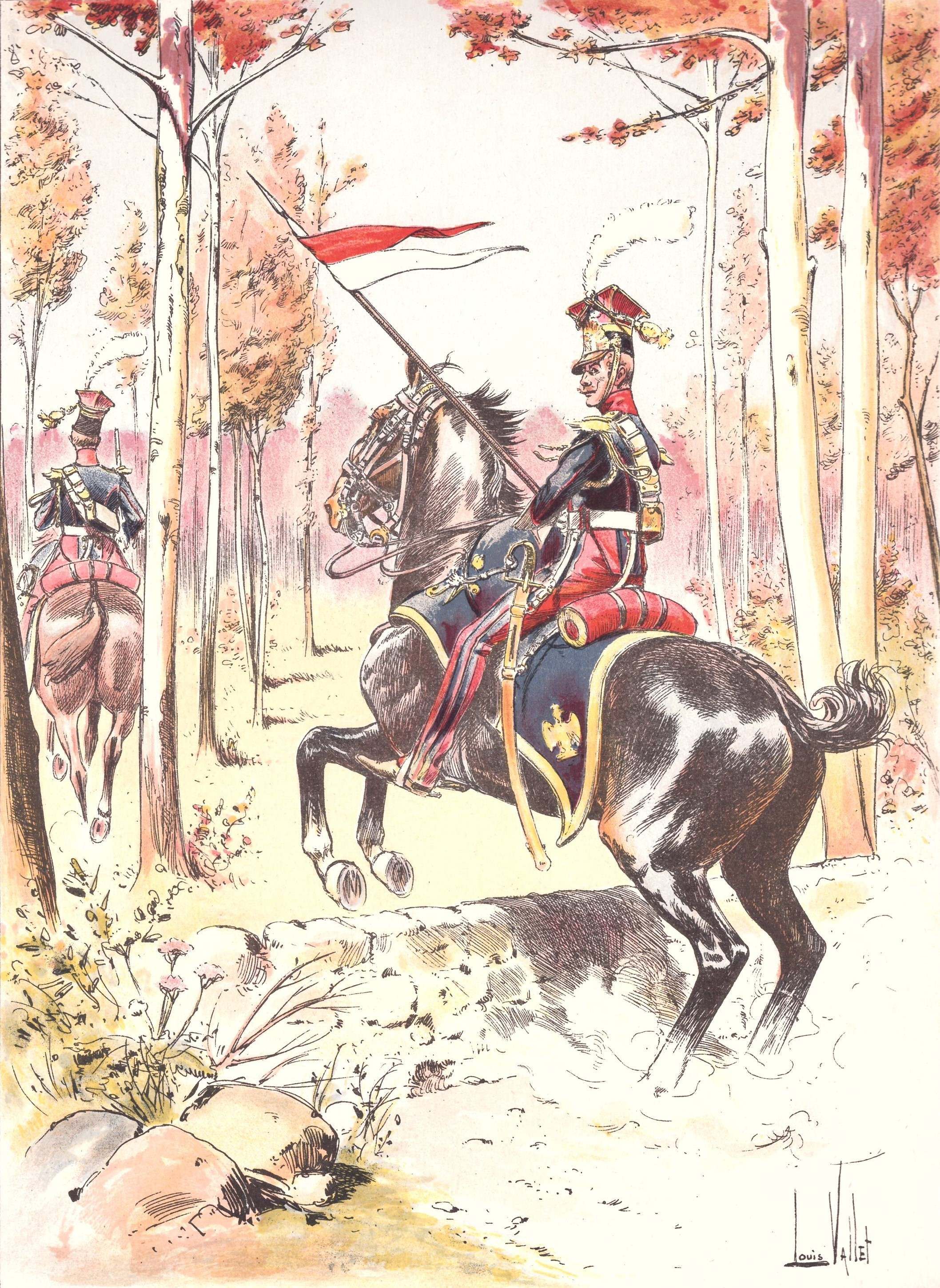
Lanciers rouges de la Jeune Garde en reconnaissance. Peinture de Louis Vallet, musée royal de l'Armée belge, Bruxelles.

Lorsque le régiment est réorganisé à Versailles en 1814, les escadrons de Jeune Garde combattent déjà dans les alentours d'Anvers. Le général Maison, qui se prépare à défendre la Belgique contre les Coalisés, place le général Lefebvre-Desnouettes à la tête d'une division de cavalerie de la Jeune Garde comprenant des chasseurs à cheval et des lanciers rouges. Les hostilités débutent le 11 janvier 1814 lors du combat d'Hoogstraten. Alors que les troupes adverses cherchent à s'emparer du village tenu par la division Roguet, les cavaliers du capitaine de Brack se mesurent à des lanciers prussiens, tandis qu'un détachement de dix-huit lanciers rouges, menés par le chef d'escadron de Briqueville, charge et capture un bataillon prussien ainsi qu'un canon. Craignant un encerclement de la ville d'Anvers, le général Maison prône des opérations mobiles afin de défendre la région, et envoie le général Castex, qui a remplacé Lefebvre au commandement de la cavalerie de la Jeune Garde, afin de mener des reconnaissances. Au cours de l'une d'elles, le 27 janvier, le lieutenant Colignon est fait prisonnier. Face à la supériorité numérique des Alliés, Castex se replie sur Bruxelles ; les lanciers suivent le mouvement et s'arrêtent pour la nuit à Waterloo, le 31 janvier. À cette date, les escadrons des lanciers rouges de la Jeune Garde en Belgique totalisent 699 officiers, sous-officiers et cavaliers, avec 791 chevaux.
Cependant, les Coalisés continuent leur progression sur Anvers et attaquent le général Aymard à Deurne, le 1er février 1814. Alors que les Français sont accablés par un feu nourri, le chef d'escadron de Briqueville intervient avec une centaine de lanciers rouges et repousse l'infanterie légère prussienne. L'armée impériale rentre ensuite dans Anvers et s'y retranche sous les ordres du général Carnot. Les lanciers rouges de Maison poursuivent quant à eux leurs missions de reconnaissance tout le mois de février, accusant quelques pertes. Au mois de mars, après une attaque manquée sur Gand et Audenarde, les Français réitèrent leur tentative et affrontent un corps saxon à la bataille de Courtrai, le 30. La division Roguet enfonce l'infanterie adverse tandis que les cuirassiers sont culbutés par les chasseurs à cheval de la Jeune Garde, commandés à cette occasion par le major Lalaing d'Audenarde, des lanciers rouges. Le même jour, Paris tombe aux mains des Alliés.

### Campagne de Belgique
Pour un article plus général, voir Campagne de Belgique (1815).

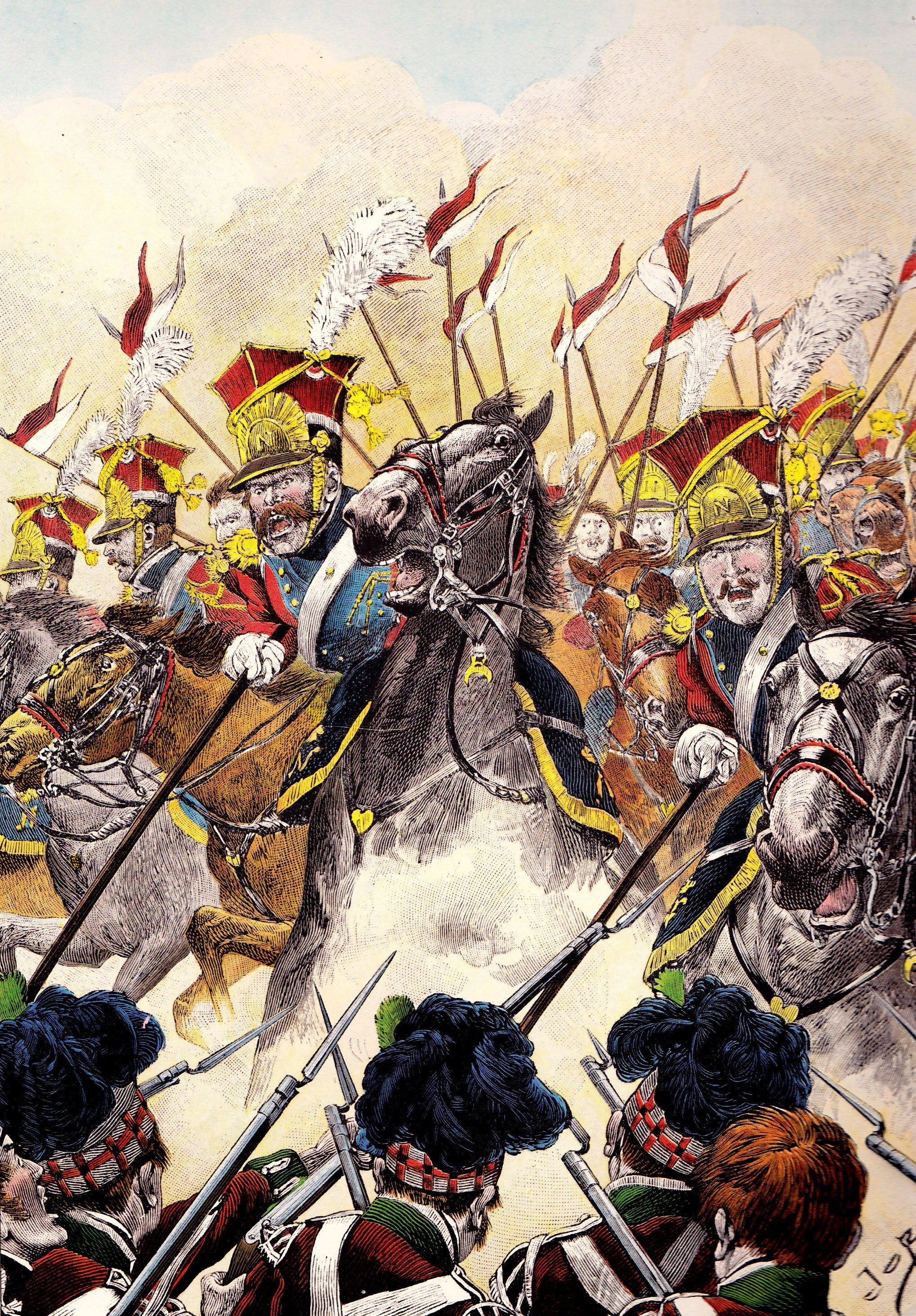
Charge des lanciers rouges de la Garde impériale à Waterloo. Illustration de Job.

Pendant les Cent-Jours, le régiment prend part à la campagne de Belgique, formant avec les chasseurs à cheval de la Garde impériale la division de cavalerie légère de la Garde sous les ordres du général Lefebvre-Desnouettes. Au début du mois de juin 1815, les lanciers rejoignent l'armée du Nord concentrée aux alentours de Beaumont. Le 15 juin au matin, ils passent l'actuelle frontière de la Belgique, traversent la Sambre vers 14 heures et prennent Charleroi sans résistance. Vers 16 heures, la cavalerie de la Garde reçoit l'ordre de se rendre à Frasnes, qu'elle atteint aux alentours de 18 heures 30. Le général Colbert informe alors son supérieur de son intention d'attaquer les lignes arrière de l'ennemi ; les Polonais menés par Jerzmanowski chargent l'infanterie de Nassau mais l'artillerie les tient en échec. L'ordre est donné d'interrompre l'attaque et de se contenter de garder le contrôle de Frasnes. Le lendemain, lors de la bataille des Quatre Bras, le régiment est gardé en réserve sur le flanc gauche et bien qu'il n'ait pas été directement engagé, il déplore la perte d'environ 50 hommes et Colbert est blessé au bras.
Le 18 juin au matin, l'armée du Nord est déployée à Waterloo, la Garde impériale étant tenue en réserve dans un premier temps. Vers 15 h 30, Napoléon ordonne au maréchal Ney d'attaquer au centre afin de s'emparer de la ferme de la Haie Sainte, près de Mont-Saint-Jean. La division de cavalerie légère de la Garde charge alors les carrés britanniques entre Hougoumont et la Haie Sainte, accompagnée des régiments de cuirassiers du général Milhaud. Le duc de Wellington fait former ses régiments d'infanterie en carrés et lors de chaque charge française, les artilleurs britanniques s'y réfugient. Sans soutien de l'infanterie ni de l'artillerie, ces charges de cavalerie restent vaines. Vers 17 h, Napoléon envoie en renfort le 3e corps de cavalerie du général Kellermann ainsi que la cavalerie lourde de la Garde du général Guyot, composée des grenadiers à cheval et des dragons. La division de cavalerie légère de la Garde est forcée de se retirer, épuisée par les charges répétées, et se reforme près de Hougoumont. Vers 20 h, alors que l'infanterie de la Garde impériale commence à se replier, la cavalerie légère de la Garde abandonne sa position et bat en retraite. Le 23 juin 1815, seuls 30 officiers et 507 hommes de troupe sont encore présents dans le régiment de lanciers.

### Licenciement
Après la défaite de Waterloo et la retraite de l'armée française, le régiment des lanciers rouges s'installe d'abord à Clichy, puis franchit la Loire au mois de juillet et caserne à Saint-Mesmin. Il y reste jusqu'au mois de septembre 1815, date à laquelle ses escadrons sont dispersés dans toute la France afin d'être licenciés. Tandis que l'escadron polonais de Jerzmanowski intègre l'armée russe, le 3e escadron est le premier à être dissout le 9 novembre 1815, à Castelsarrasin ; le 16, c'est le tour du 4e escadron à Grenade, dans la Haute-Garonne. L'état-major et le 1er escadron sont réunis à Gignac le 20 novembre, avec 17 officiers et 114 sous-officiers et soldats présents, pour y être licenciés le 16 décembre. Quatre jours plus tard, à Agen, le 2e escadron subit le même sort.
La comptabilité de l'ex-régiment des lanciers rouges de la Garde impériale, gérée par le chef d'escadron Dufour, cause un certain nombre de problèmes. En effet, plusieurs officiers n'ont pas perçu la solde due à leur présence en Espagne, et d'autres attendent depuis 1812 une gratification équivalente à un mois de service. De son côté, le ministère de la Guerre réclame des indemnités aux anciens officiers pour le payement de pertes non justifiées. Cette situation confuse se maintient jusqu'en 1820, date à laquelle le chef d'escadron Dufour referme définitivement les comptes du régiment.

## Après l'Empire
Avec la chute du Premier Empire et la Seconde Restauration, de nombreux officiers poursuivent leur carrière militaire au sein de l'armée royale. Ainsi, le général Colbert devient aide de camp du duc de Nemours, puis pair de France en 1832 ; le capitaine de Brack passe colonel du 13e régiment de chasseurs à cheval en 1830, tandis que le colonel de Sourdis, ancien chef d'escadron des lanciers rouges, est tué le 23 août 1823 à Grenade, lors de l'expédition d'Espagne. Entre-temps, la plupart des officiers hollandais ont rejoint leur patrie, et s'élèvent dans la hiérarchie militaire : les chefs d'escadron de Tiecken et Post, ainsi que le lieutenant van Omphal, deviennent généraux, et participent pour certains à la campagne des Dix-Jours.
Sous le Second Empire, deux vétérans des lanciers rouges, les cavaliers Dreux et Verlinde, sont photographiés revêtus de leur ancien uniforme. Le dernier survivant du régiment, Baptiste François Blondinot, vit encore en 1895 à La Mothe-Saint-Héray.

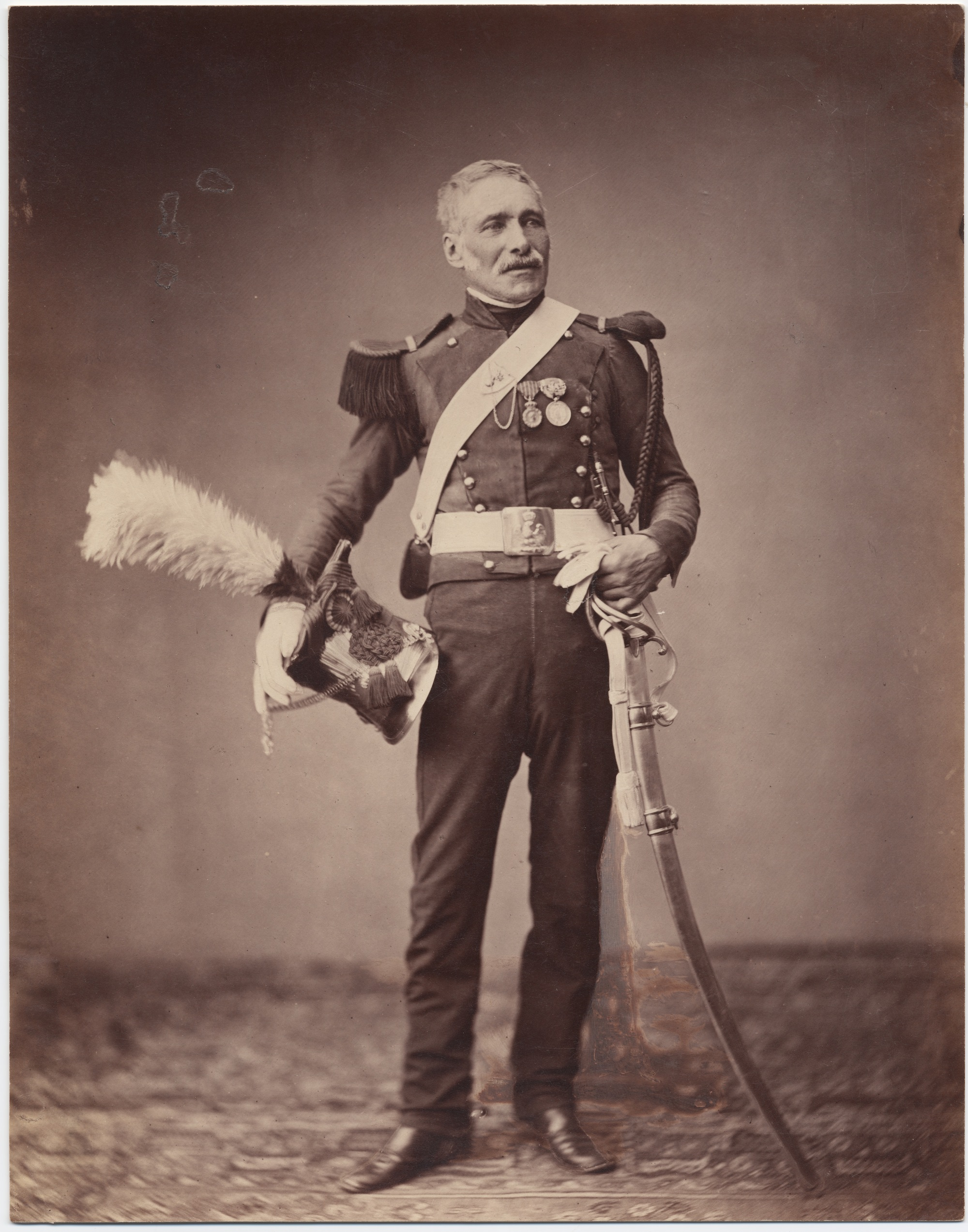
Le vétéran Dreux, ex-lancier du 2e régiment de la Garde impériale. Photographie réalisée sous le Second Empire.
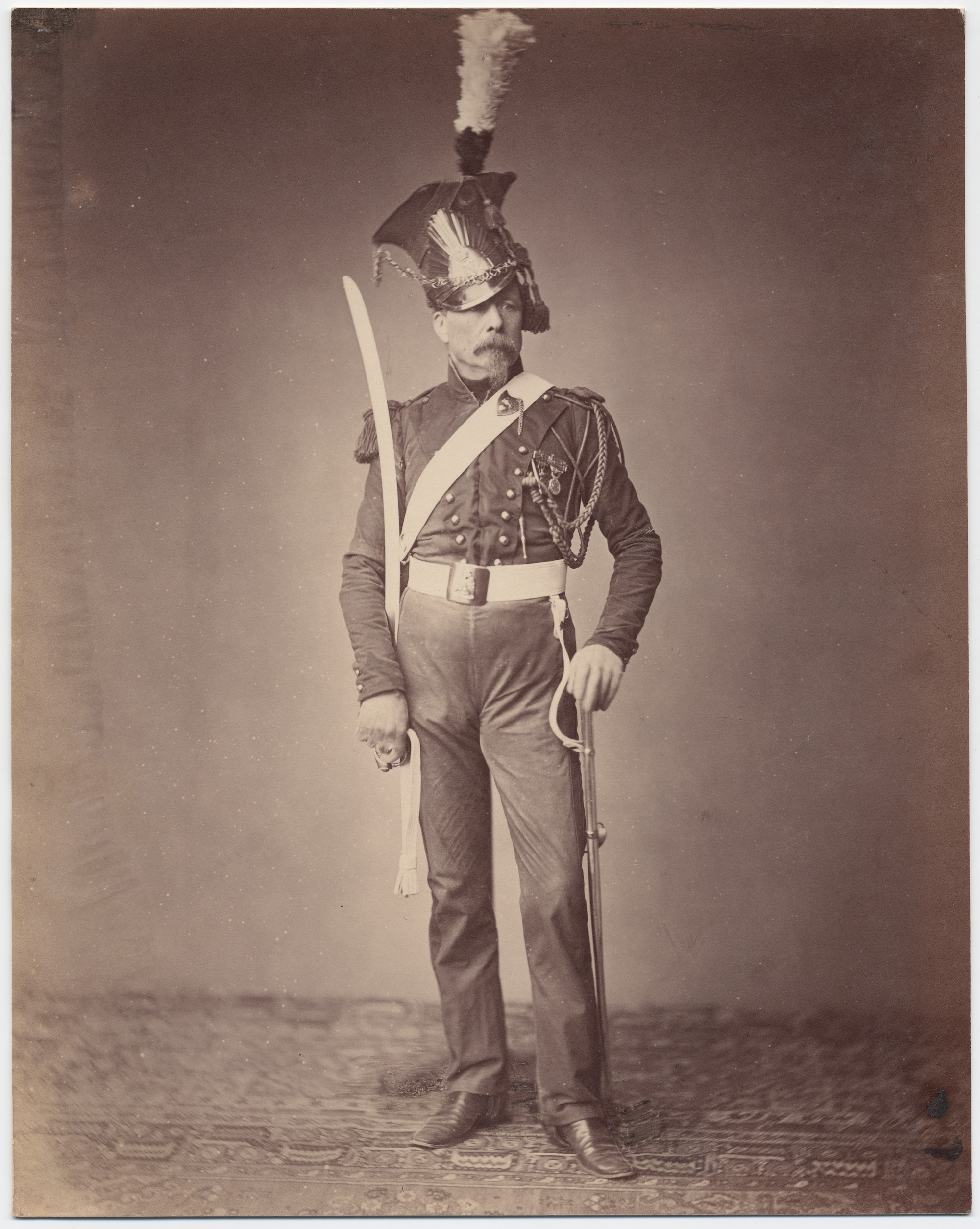
Le vétéran Verlinde, ex-lancier du 2e régiment de la Garde impériale. Photographie réalisée sous le Second Empire.

## Chefs de corps

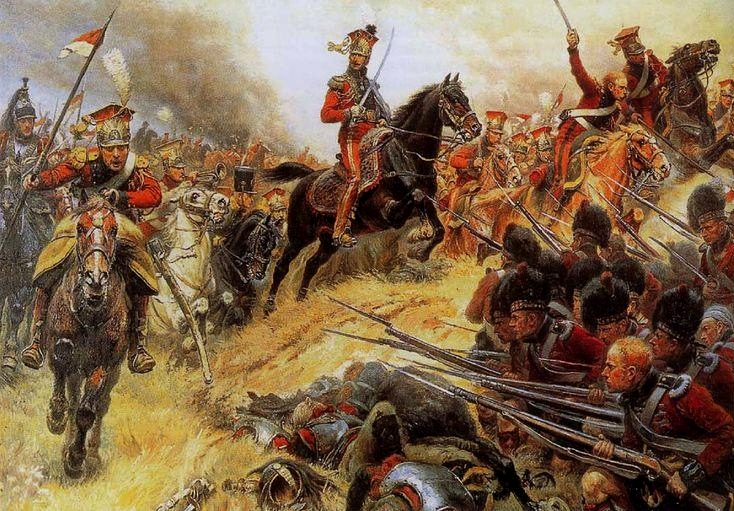
Pierre David de Colbert-Chabanais, blessé au bras, menant les lanciers rouges à Waterloo. Peinture d'Alphonse Lalauze, château d'Ainay-le-Vieil.

Le 16 mars 1811, alors que le régiment est officiellement sans commandant depuis sa création, Napoléon signe un décret nommant le général Pierre David de Colbert-Chabanais à la tête des lanciers rouges. Ce brigadier est un ancien colonel du 7e régiment de hussards, avec lequel il a pris part aux campagnes d'Autriche et de Prusse. En 1807, il se distingue particulièrement en Pologne avec ses cavaliers, qui lui donnent le surnom d’Eisenmann, l'« homme de fer ». Pendant la Première Restauration, il se rallie aux Bourbons, est fait chevalier de Saint-Louis et reçoit le commandement du Corps royal des chevau-légers lanciers de France. Au retour de Napoléon de l'île d'Elbe en 1815, Colbert reste fidèle au pouvoir royal autant que possible mais, une fois l'Empire rétabli, souhaite montrer sa loyauté à l'Empereur. Il se rend pour cela place du Carrousel où Napoléon inspecte ses troupes. Ce dernier lui dit alors : « Général Colbert, vous arrivez en retard », ce à quoi Colbert répond : « Pas tant que Votre Majesté, cela fait un an que je vous attends ». Napoléon lui conserve le commandement du régiment, qu'il exerce jusqu'à la dissolution de ce dernier par ordonnance royale le 30 août 1815.

## Uniformes
Les lanciers du 2e régiment de la Garde impériale se distinguent par leur grande tenue écarlate, ce qui leur vaut le surnom de « lanciers rouges ». À la formation du corps en 1810, cependant, les ex-hussards hollandais arborent l'uniforme de leur ancien corps, avec dolman, shako et pelisse. Ils le conservent jusqu'en 1811, date à laquelle les nouveaux effets écarlates sont confectionnés et distribués aux soldats. Ces tenues sont de même coupe que celles des lanciers polonais de la Garde impériale, et comprennent le chapska à visière, la kurtka à revers bleus et le pantalon écarlates.
En 1813, les escadrons de lanciers de la Jeune Garde adoptent un uniforme identique mais à couleurs inversées : kurtka et pantalon bleus à distinctives écarlates.

### Troupe

#### 1810-1811
Lors de son arrivée à Versailles en 1810, l'ex-régiment de hussards de la Garde royale hollandaise porte encore son ancienne tenue, qui n'est renouvelée que par un décret du 10 février 1811. Cet uniforme comprend, pour la coiffure, un shako à plumet noir orné d'un cordon et de glands jaunes.
L'habit-veste en drap écarlate est conservé ; cependant, un décret daté du 13 septembre 1810 prescrit que « les boutons seront remplacés par les boutons de notre Garde et que les brandebourgs seront supprimés ». Le commandant Bucquoy note également que l'aiguillette, spécifique aux troupes de la Garde impériale, est ajoutée à la tenue.

#### 1811-1815

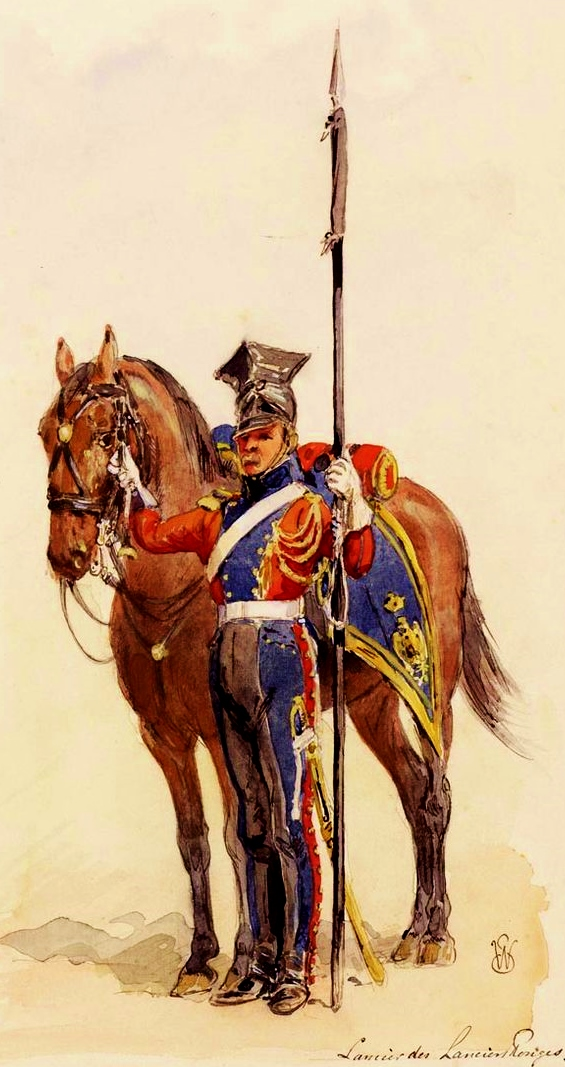
Lancier rouge en tenue de route, 1811. Aquarelle de Willem Staring, conservée au musée royal de l'armée des Pays-Bas, Delft.

L'article premier du décret du 10 février 1811, qui instaure la nouvelle tenue écarlate, stipule ce changement en ces termes :

« Le second régiment des Chevau-légers Lanciers de notre garde aura la même coupe d'habit et la même coiffure que le premier régiment. Il conservera la couleur écarlate pour le fond de l'habit, avec boutons et distinctions jaunes. La couleur distinctive pour les revers, collets et parements sera bleu de ciel. »

En grande tenue, le lancier porte un chapska rouge en drap cannelé, décoré sur le devant d'une plaque de cuivre jaune frappée d'un « N », initiale de Napoléon. Le bourdalou, qui ceint l'ensemble de la coiffure, est bordé d'un galon jaune. Les cordons et les passepoils sont jaunes, tandis que le plumet blanc est fixé au-dessus d'une cocarde tricolore. Le chapska est maintenu grâce à deux jugulaires en tissu écarlate, recouvertes d'une chaînette en cuivre.
La kurtka est en drap écarlate ; le collet, les parements, le passepoil, les retroussis et les revers sont bleu foncé. Les revers bleu ciel, comme indiqué par le décret, ont été supprimés par le général Colbert qui les juge trop salissants. L'épaulette comprend un galon en laine jaune, ainsi qu'une tournante de la même couleur que les distinctives. À propos de l'aiguillette jaune, le commandant Bucquoy remarque que « celle-ci est d'une façon indiscutable montée en trèfle à partir de 1813. Mais comment est-elle au début ? N'est-elle pas recouverte d'une seconde épaulette ». Il estime, d'après les marchés de fournitures et par analogie avec la tenue des hussards hollandais et des lanciers polonais de la Garde, que l'habit des lanciers rouges ne comporte qu'une épaulette. Cependant, ce détail est sujet à controverse au sein des différents recueils d'uniformes, qui présentent tantôt une tantôt deux épaulettes. Le pantalon est écarlate, avec sur le côté une double bande bleu roi. Le commandant Bucquoy pense que cette double bande a été portée dès la création du régiment, et dont la présence est confirmée à partir de 1813 par l'administration du corps. Les demi-bottes sont portées sous le pantalon.
La troupe dispose également de divers uniformes de circonstance. Il existe ainsi une tenue de route, où le chapska est recouvert d'une toile cirée noire. La kurtka écarlate arbore les revers croisés, avec un seul passepoil visible. Le pantalon rouge est remplacé par un pantalon bleu basané, décoré d'une bande écarlate garnie d'une rangée de boutons. Un manteau bleu ciel à collet écarlate, pour le mauvais temps, complète l'ensemble. Selon des documents de la collection Bernardin, un pantalon en toile blanche remplace parfois le pantalon bleu ciel. De même, le maréchal de Castellane note dans son journal que les lanciers rouges ont porté, sur la route de Moscou en 1812, une veste d'écurie bleue, en lieu et place de la kurtka écarlate. La tenue d'intérieur, portée à la caserne, comprend un bonnet de police bleu foncé avec une flamme écarlate et des passementeries jaunes, ainsi qu'une veste d'écurie bleu ciel à collet écarlate. Le pantalon peut être « soit le pantalon de tenue de route en hiver, soit le pantalon en treillis avec 36 boutons d'os en été ».

### Trompettes

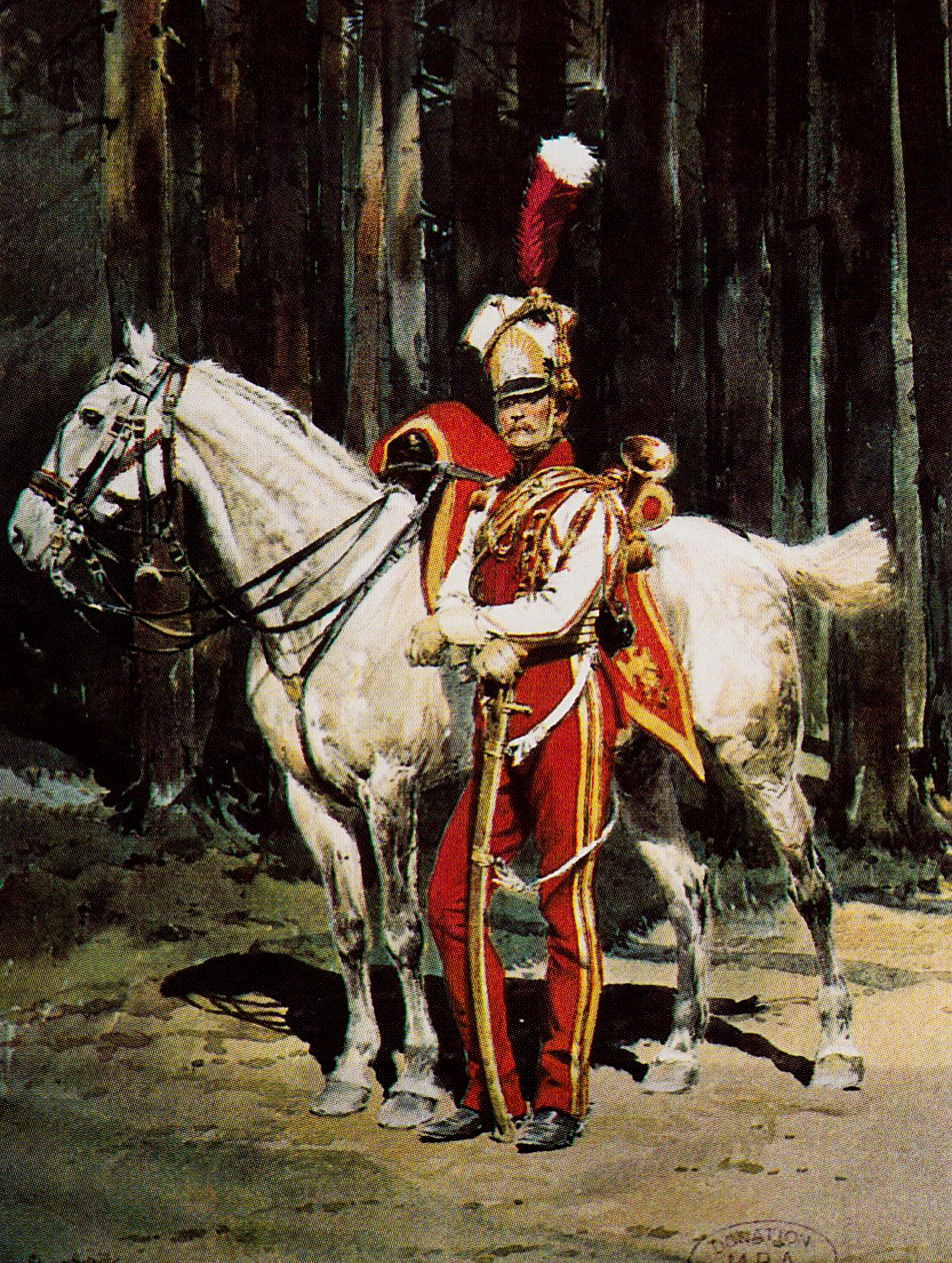
Trompette des lanciers rouges en grande tenue. Peinture d'Édouard Detaille, musée royal de l'Armée belge, Bruxelles.

La grande tenue des trompettes du 2e lanciers de la Garde comprend en premier lieu un chapska en drap cannelé blanc, surmonté d'un plumet écarlate et blanc. Les cordons et les glands sont à alternance de fil jaune et rouge, de même que le passepoil. La kurtka est blanche, avec revers écarlates bordés d'un galon jaune, passepoil écarlate, et collet avec les mêmes distinctives. Le pantalon est écarlate, avec sur le côté une double bande jaune. Cet uniforme, qui se rapproche de celui des trompettes des lanciers polonais de la Garde, est contesté dans les détails par le collectionneur Léonce Bernardin, qui pense que le plumet est entièrement blanc et que les passepoils sont bleu foncé. Le commandant Bucquoy reste toutefois réservé sur ces affirmations, en remarquant que « comme trop souvent, aucune référence ne permet [d'en] contrôler la valeur ».
Les trompettes du régiment disposent également d'une petite tenue bleu clair, similaire à celle des trompettes des lanciers polonais ; la distinctive cramoisie devient écarlate, et la passementerie argent est remplacée par de l'or. Comme la troupe, les trompettes revêtent en campagne une tenue de route : l'une d'elles, reconstituée d'après les archives du ministère de la Guerre par Léonce Bernardin, se distingue par la présence de la kurtka blanche. Le commandant Bucquoy reste sceptique sur cette tenue : « elle me semble fort suspecte ; les kurtkas blanches n'étaient endossées qu'en de rares circonstances et n'ont pas dû être emportées en campagne ». D'après le journal du maréchal de Castellane, en 1812, les trompettes des lanciers rouges endossent la veste d'écurie bleue ; seules la trompette portée sur le dos et la chabraque blanche permettent de les différencier de la troupe.

### Officiers et sous-officiers
Les officiers et les sous-officiers portent essentiellement le même uniforme que les hommes de troupe, les différences se situant au niveau des galons de grade et des distinctions dorés. Le chapska est en drap cannelé écarlate, avec l'impériale ornée dans chaque coin d'une tête de lion et surmontée d'un plumet blanc. Inversement à la troupe, l'aiguillette est à droite et l'épaulette à gauche. Les officiers portent des épaulettes dorées tissées en damier.